# Berlin-Wilmersdorf
Wilmersdorf ist ein Ortsteil im Bezirk Charlottenburg-Wilmersdorf von Berlin. Der historische Kern Alt-Wilmersdorf befindet sich an der Straße Wilhelmsaue.

## Geographie

### Lage
Wilmersdorf liegt auf der Hochfläche des Teltow im Südwesten des heutigen Berlin. Es grenzt im Norden an den Ortsteil Charlottenburg, im Westen an die Ortsteile Halensee und Schmargendorf, im Süden an die zum Bezirk Steglitz-Zehlendorf gehörenden Ortsteile Steglitz (Breitenbachplatz und Südrand der Kreuznacher Straße) und Dahlem sowie im Osten an die zum Bezirk Tempelhof-Schöneberg gehörenden Ortsteile Friedenau (am Rheingauviertel) und Schöneberg.

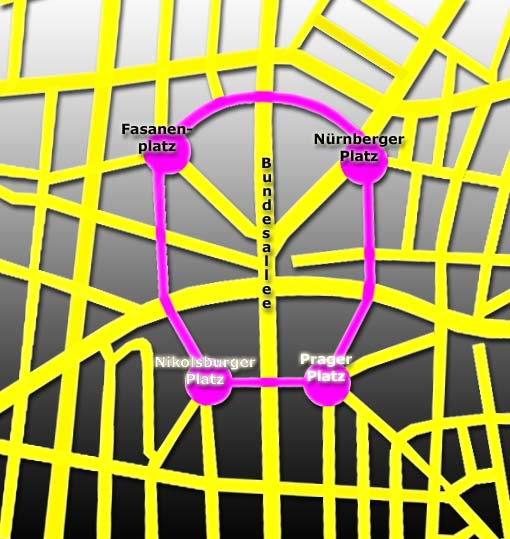
Wilmersdorfer Carstenn-Figur im heutigen Straßennetz

Zwischen Olivaer Platz und Cicerostraße bildet der Kurfürstendamm die Nordgrenze zum angrenzenden Ortsteil Charlottenburg, sodass die Hausnummern des Boulevards auf der südlichen Straßenseite auf dieser Höhe bereits zu Wilmersdorf gehören.

### Wohnviertel und Stadtquartiere

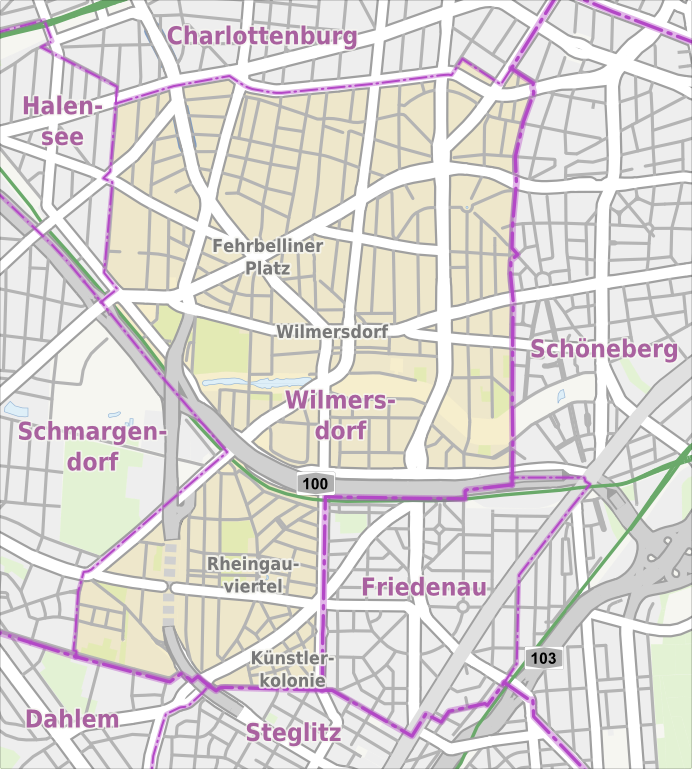
Ortsteil Wilmersdorf mit ausgewählten Ortslagen

Als stadtplanerisches Zentrum des Ortsteils wurde ab 1870 die sogenannte Wilmersdorfer Carstenn-Figur von Johann Anton Wilhelm von Carstenn auf dem Gelände des ehemaligen Rittergutes Wilmersdorf angelegt.
Die Besonderheit der Carstenn-Figur zeichnet sich durch eine großzügig angelegte Mittelallee (zwischen 1872 und 1874 unter dem Namen Kaiserstraße angelegt, von 1874 bis 1950: Kaiserallee, ab 1950: Bundesallee) mit darauf zulaufenden Straßenzügen aus, die ihrerseits von vier symmetrischen Schmuckplätzen eingefangen werden, nämlich Nikolsburger Platz, Fasanenplatz, Nürnberger Platz und Prager Platz.
Im Verlauf des Zweiten Weltkriegs wurde die Bebauung der östlichen Seite der Wilmersdorfer Carstenn-Figur stark beschädigt. Die Stadtplanung der 1960er Jahre mit dem autogerechten Ausbau von Bundesallee, Spichernstraße und Nürnberger Platz zerstörte außerdem das Bild eines geschlossenen, symmetrischen Ensembles, sodass die Figur heute selbst aus der Luft kaum noch erkennbar ist.
Deutlich weniger Zerstörungen erlitt der Bereich westlich der Bundesallee, sodass hier die alte städtebauliche Struktur wesentlich besser zu erkennen ist. Nikolsburger Platz und Fasanenplatz blieben als zentrale Schmuckplätze erhalten.

#### Ludwigkirchplatz
Die Gegend um den Ludwigkirchplatz, zwischen Lietzenburger Straße im Norden und Hohenzollerndamm im Süden, mit der namensgebenden St.-Ludwigs-Kirche ist geprägt von Gastronomie und der Nähe zum Kurfürstendamm. Der Kiez, bisweilen in den Medien auch Fasanenkiez genannt, ist vor allem die Ausgehgegend des Ortsteils; neben zahlreichen Restaurants gibt es viele Cafés, Bars und Einzelhandel.
Östlich des Ludwigkirchplatzes, zwischen Fasanenplatz und Bundesallee, finden sich das Haus der Berliner Festspiele, die Bar jeder Vernunft und die Fakultät Musik der Universität der Künste.

#### Güntzelkiez
Die Gegend südlich des Hohenzollerndamms, zwischen Brandenburgischer Straße, Bundesallee und Berliner Straße, ist allgemein als Güntzelkiez bekannt, benannt nach der zentralen Güntzelstraße und dem angrenzenden gleichnamigen U-Bahnhof. Das Viertel ist geprägt durch mehrere gut erhaltene Straßenzüge der Gründerzeit und die Schmuckplätze Hohenzollernplatz und Nikolsburger Platz.

#### Prager Platz
Der Prager Platz, östlich der Bundesallee, wurde 1870 als Schmuckplatz angelegt und war lange Zeit eines der kulturellen Zentren im Berliner Westen. Im Verlauf des Zweiten Weltkriegs wurden der Platz und die umliegende Gegend beinahe vollkommen zerstört und lagen anschließend brach. Die den Platz umschließenden Straßen und der nahegelegene Nürnberger Platz wurden in den 1960er Jahren autogerecht ausgebaut, um die Zufahrt in die nördlich anschließende City West zu erleichtern. 1987, anlässlich der 750-Jahr-Feier Berlins, wurde der Platz unter ästhetischen Gesichtspunkten neugestaltet. Heute ist er wieder ein belebtes Ortsteilzentrum mit Supermärkten, Restaurants, Cafés und einem Einkaufscenter. Er ist außerdem Erholungs- und Freizeitbereich für die umliegenden Wohnviertel.

#### Fehrbelliner Platz

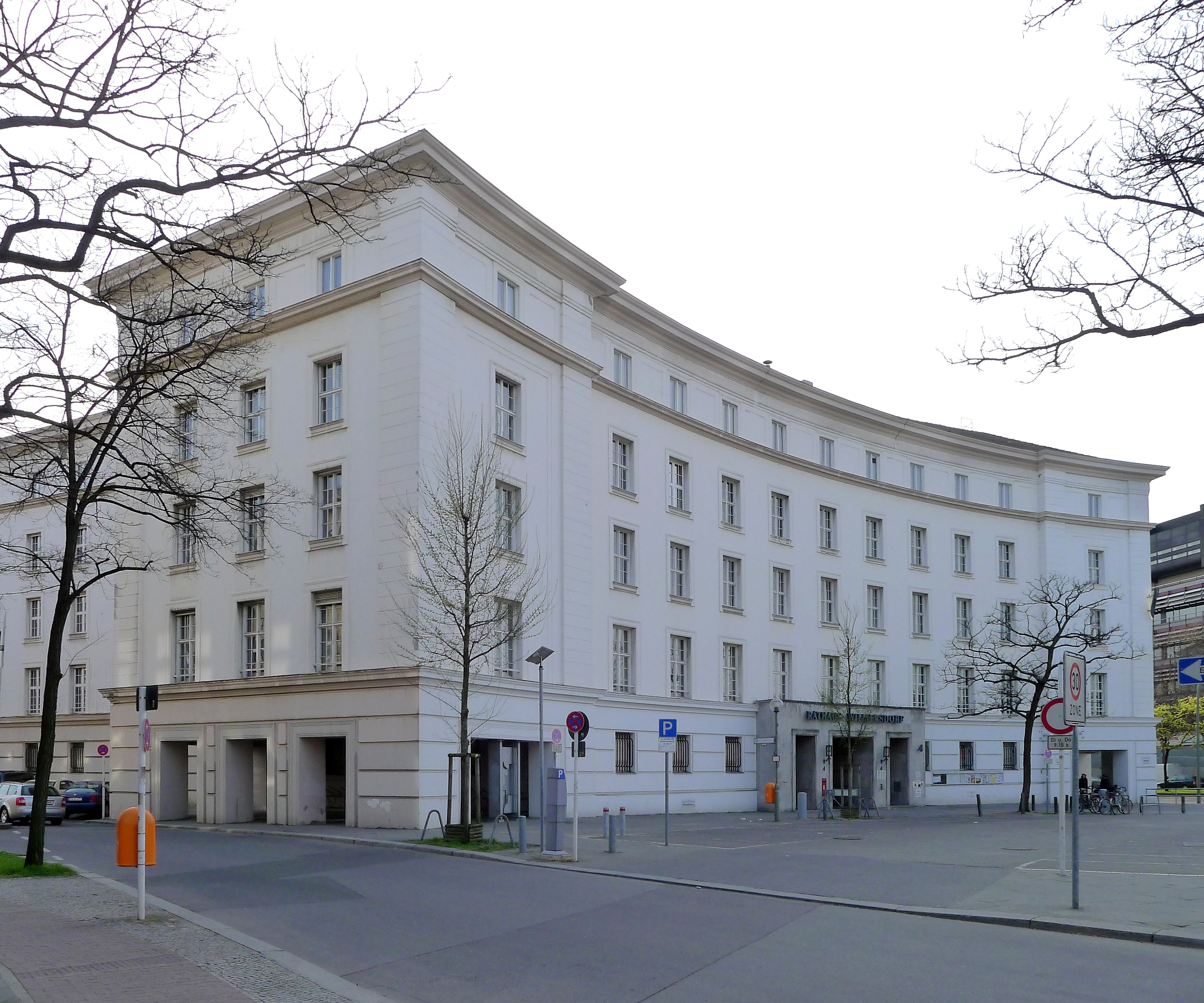
Rathaus Wilmersdorf am Fehrbelliner Platz

Die Gegend um den Fehrbelliner Platz war bis in die 1920er Jahre weitestgehend unbebaut. Im Norden des Platzes war 1904/05 der Preußenpark angelegt worden (anfängliche Bezeichnungen erst Platz D, dann Preußen-Platz). Das dortige Wohnviertel wurde im Bauhausstil errichtet. Die meisten Straßen wurden nach Ländern des Deutschen Reiches und Provinzen Preußens benannt, wie die Sächsische Straße, die Pommersche Straße oder die Württembergische Straße. Weiter nördlich gelangt man zum Kurfürstendamm mit der Schaubühne am Lehniner Platz, der an dieser Stelle die Nordgrenze des Ortsteils bildet. Ebenfalls in den 1920er Jahren wurden erste Behördenbauten am Fehrbelliner Platz errichtet. Der gleichnamige U-Bahnhof war bereits 1913 eröffnet worden. Großangelegte Erweiterungen des Platzes erfolgten unter den Nationalsozialisten, zuletzt mit dem neuen Rathaus Wilmersdorf, das 1943 fertiggestellt wurde. In südlicher Nähe des Platzes befindet sich Deutschlands älteste Moschee, die sogenannte Wilmersdorfer Moschee, die 1924 auf eine Initiative in Berlin lebender muslimischer Studenten errichtet wurde. Berlinweit bekannt und beliebt ist die sogenannte Thaiwiese im Preußenpark, ein allwöchentliches Picknick am Sonntag, bei dem Menschen ostasiatischer Abstammung aus ganz Berlin im Park zusammenkommen, um an improvisierten Verkaufsständen Gerichte aus ihren Herkunftsländern anzubieten.

#### Wilhelmsaue

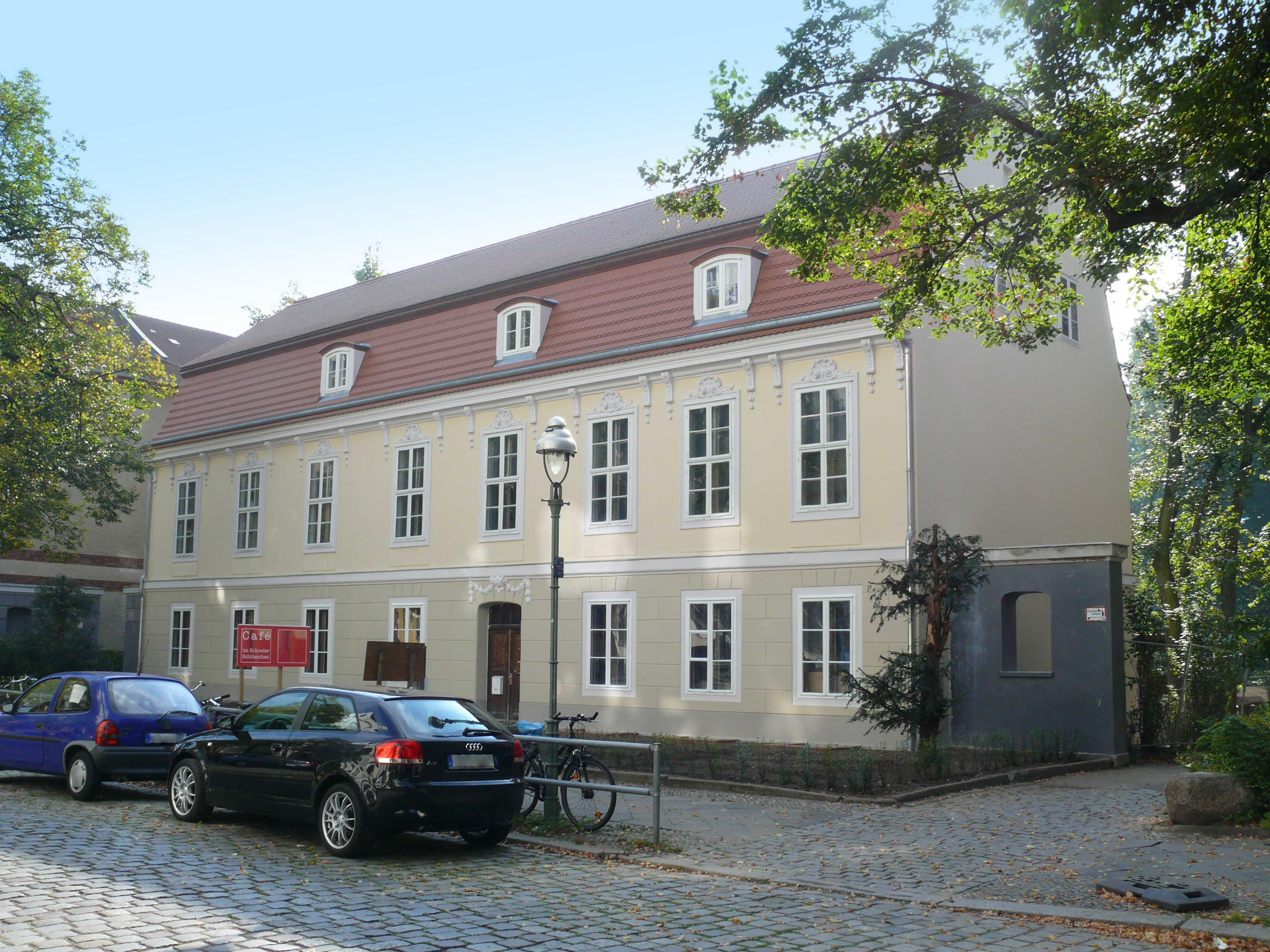
Schoeler-Schlösschen, ältestes erhaltenes Gebäude in Wilmersdorf

Die Wilhelmsaue mit der Auenkirche und dem Schoeler-Schlösschen ist der alte Ortskern der ehemaligen Landgemeinde Wilmersdorf.
Nördlich zur Wilhelmsaue verläuft die Berliner Straße, die historische Verbindungsstraße zwischen Wilmersdorf und Alt-Berlin, bis heute eine der Hauptverkehrsadern des Ortsteils. Südlich der Wilhelmsaue liegt der Volkspark Wilmersdorf, an Stelle des ehemaligen Wilmersdorfer Sees, einst am Ortsrand der historischen Landgemeinde Wilmersdorf gelegen. Infolge der immer städtischer werdenden Umgebung des historischen Ortskerns wurde der See 1915 aufgrund starker Verschmutzung und zunehmender Verlandung trockengelegt. Die Zeit überdauert hat hingegen der westlich an den Volkspark angrenzende Fennsee.

#### Bundesplatz
1950 wurden Kaiserplatz und Kaiserallee in Bundesplatz und Bundesallee umbenannt, um die Zugehörigkeit West-Berlins zur Bundesrepublik zu betonen. Um den Platz herum war ab 1888 das damalige Kaiserplatzviertel entstanden. Das Viertel war vor allem für großbürgerliches Wohnen mit geräumigen Etagenwohnungen angelegt worden und blieb in seiner damaligen Gestalt vor allem westlich des Bundesplatzes weitestgehend erhalten. Anders der Bundesplatz selbst, der ebenso wie die Bundesallee in den 1960er Jahren autogerecht umgestaltet wurde, was den ehemaligen parkähnlichen Charakter des Platzes weitestgehend verschwinden ließ. Bekanntheit erlangte das Viertel durch die Langzeitdokumentation Berlin – Ecke Bundesplatz, die ausgewählte Bewohner von 1986 bis 2012 filmisch auf ihrem Lebensweg begleitet und dabei ein Vierteljahrhundert Berliner Zeitgeschichte dokumentiert.

#### Rheingauviertel

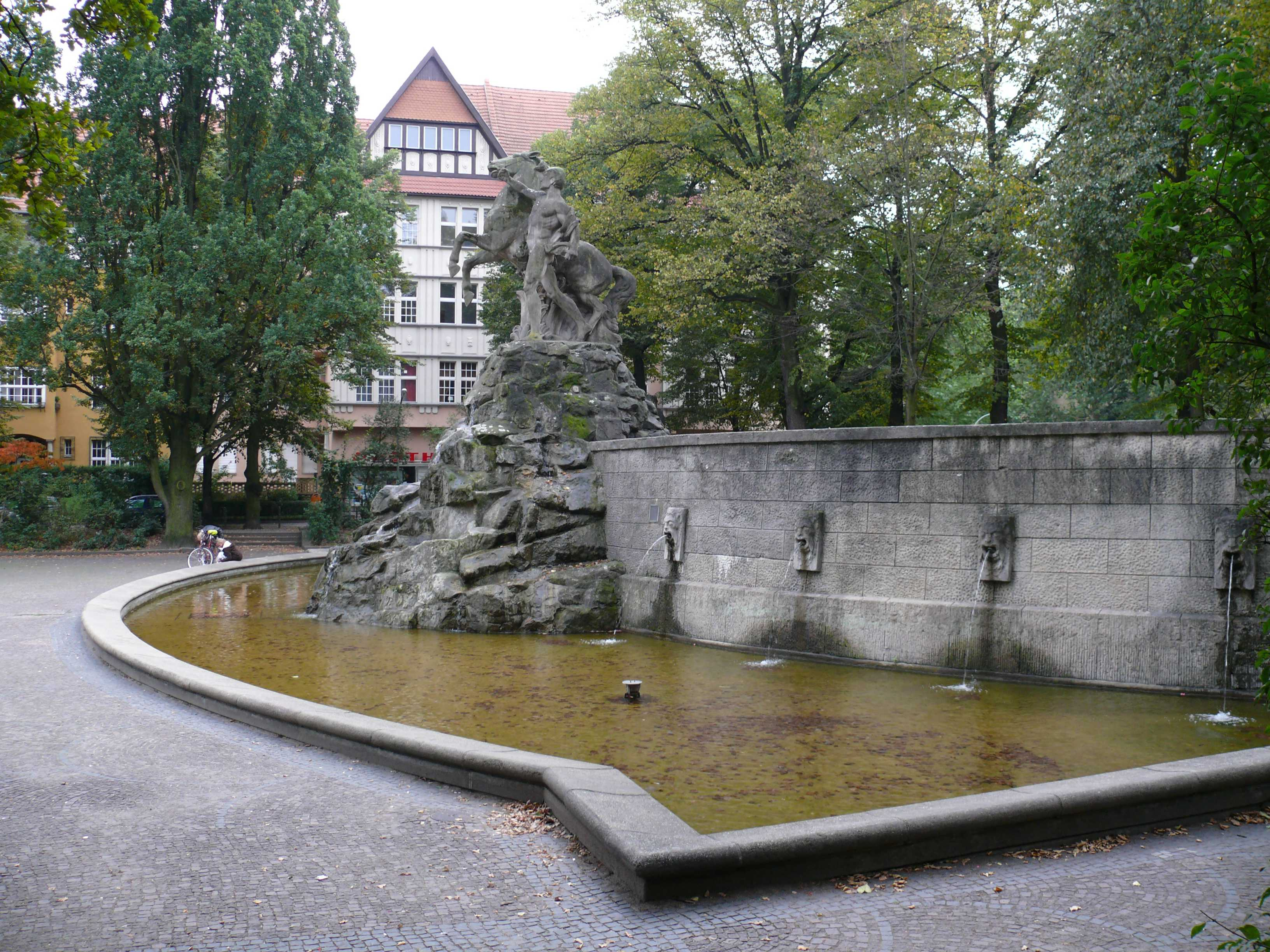
Rüdesheimer Platz

Das Rheingauviertel wurde kurz vor dem Ersten Weltkrieg als Landhauskolonie nach englischem Vorbild fertiggestellt und ist in dieser Gestalt bis heute beinahe unverändert erhalten. Die Straßen sind nach Städten und Orten des Rheingaus benannt. In den Motiven der Schmuckelemente an den Fassaden finden sich zahlreiche Andeutungen an den Weinbau in der namensgebenden Region. Um den zentralen Rüdesheimer Platz existiert eine bunte Mischung aus Gastronomie und Einzelhandel. In den Sommermonaten befindet sich auf dem Platz alljährlich der Rheingauer Weinbrunnen, bei dem wechselnde Weingüter aus dem Rheingau Sekt und Wein anbieten.
Für die New York Times ist die den Platz flankierende Rüdesheimer Straße eine der zwölf schönsten Straßen Europas.

#### Künstlerkolonie

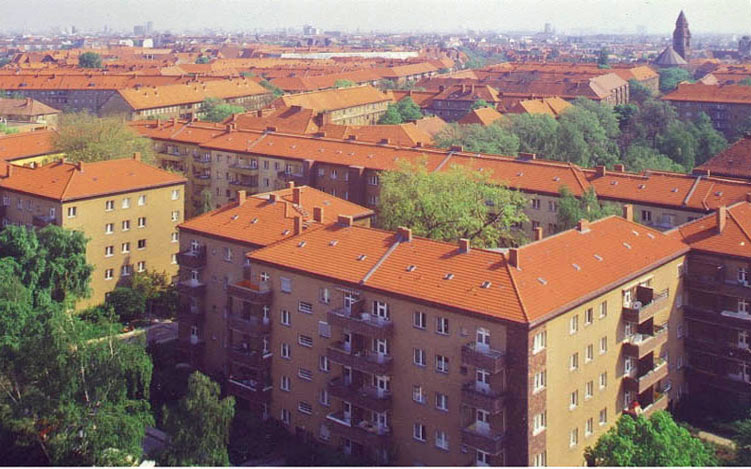
Künstlerkolonie

Im Süden des Rheingauviertels liegt die Künstlerkolonie, historisch bestehend aus drei groß angelegten Wohnblöcken im Bauhausstil. Die Siedlung wurde von der Genossenschaft Deutscher Bühnenangehöriger (GDBA) und dem Schutzverbandes deutscher Schriftsteller ab 1927 errichtet und beherbergte in ihrer Geschichte zahlreiche Literaten und andere Kulturschaffende. Die Häuser sollten vor allem zweckmäßig sein und günstigen Wohnraum bieten und stellen so einen Kontrast zum großzügig angelegten Rheingauviertel im Norden oder den großbürgerlichen Straßenzügen des im Süden angrenzenden Steglitz dar. Gleichzeitig wurde das Konzept der „Gartenstadt“ des Rheingauviertels hier fortgesetzt. Auf Hinterhofbebauung wurde verzichtet, dafür wurden die Block-Innenbereiche als begrünte Höfe angelegt. Zentral in der Kolonie wurde der ebenfalls üppig begrünte Ludwig-Barnay-Platz, ehemals Laubenheimer Platz, als Begegnungszentrum für die Anwohner angelegt.
Ursprünglich war geplant, einen vierten Wohnblock in Richtung Breitenbachplatz zu errichten. Dies wurde jedoch von den Nationalsozialisten nach der „Machtergreifung“ unterbunden. Im März 1933 kam es zu Razzien und Verhaftungen sowie Bücherverbrennungen von „kommunistischer und marxistischer“ Literatur durch die SA auf dem zentralen Laubenheimer Platz. Nach dem Krieg wurde die Siedlung um weitere Wohnblöcke ergänzt, die jedoch vor allem der dringend benötigten Wohnraumbeschaffung der Nachkriegsjahre dienten und nicht an das architektonische Konzept der Gartenstadt anschlossen.

## Geschichte

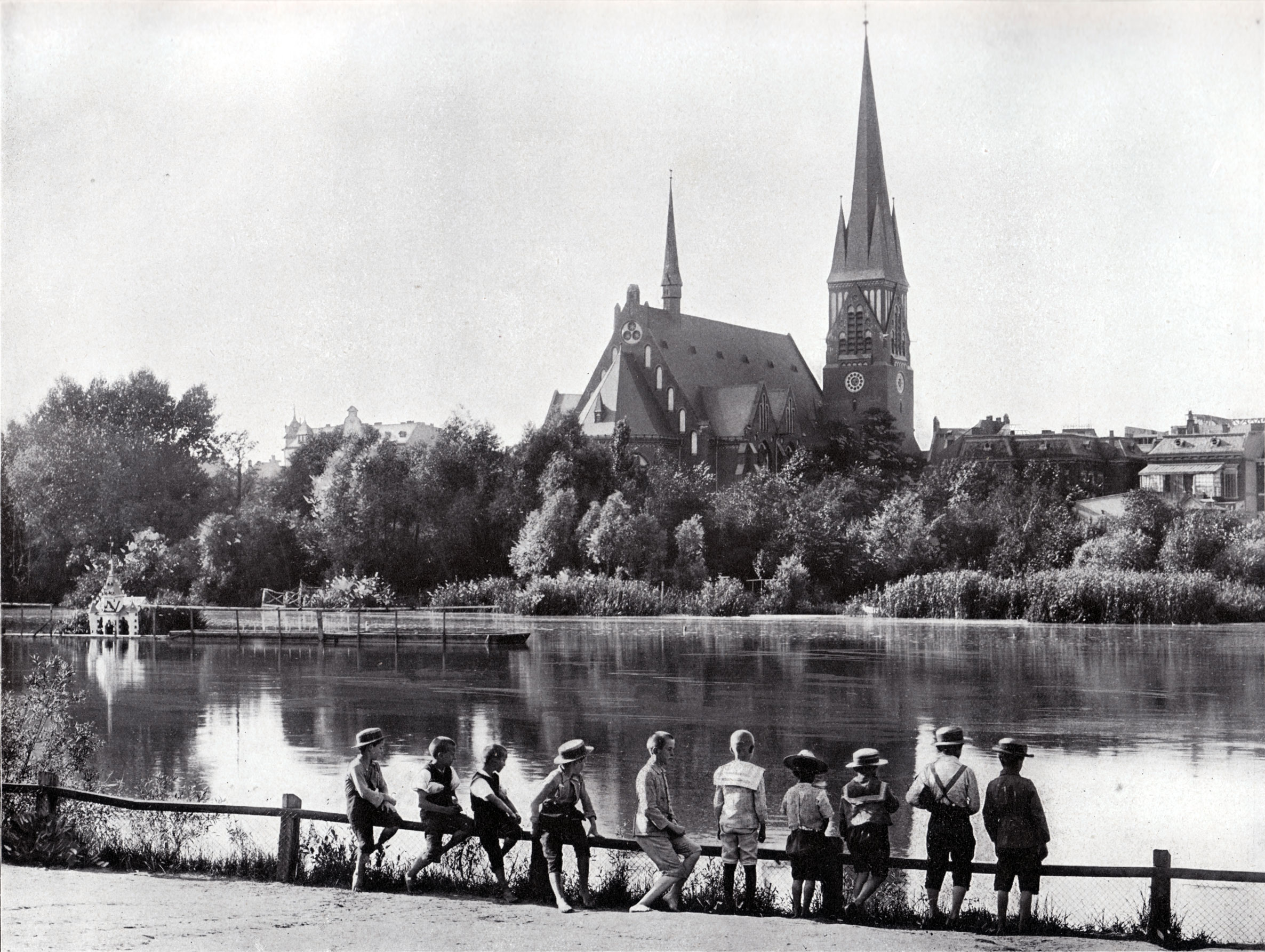
Auenkirche mit dem ehemaligen Wilmersdorfer See um 1900

### Siedlungsgeschichte
Die Gründung erfolgte vermutlich nach 1220 im Zuge des Landesausbaus der jungen Mark Brandenburg, zu deren Stabilisierung die askanischen Markgrafen Siedler ins Land riefen. Ein Dorf der slawischen Vorbevölkerung hat hier sehr wahrscheinlich nicht bestanden. 1293 wurde Wilmerstorff erstmals urkundlich erwähnt. Es befand sich im Besitz der Uradelsfamilie von Wilmersdorff.
Die Siedler aus Schwaben, Thüringen, Flandern und Westfalen lebten von der Landwirtschaft und vom Fischfang im Wilmersdorfer See, der zur eiszeitlichen glazialen Rinne der Grunewaldseenkette gehörte und 1915 nach langen Verlandungsprozessen zugeschüttet wurde. Nach wechselnden Besitzverhältnissen wurde Wilmersdorf zum landesfürstlichen Dominialgut, während Schmargendorf der Familie von Wilmersdorff zufiel. Ausgedehnte Schafzuchten standen lange im Mittelpunkt der Arbeit.

### Millionenbauern in der Gründerzeit

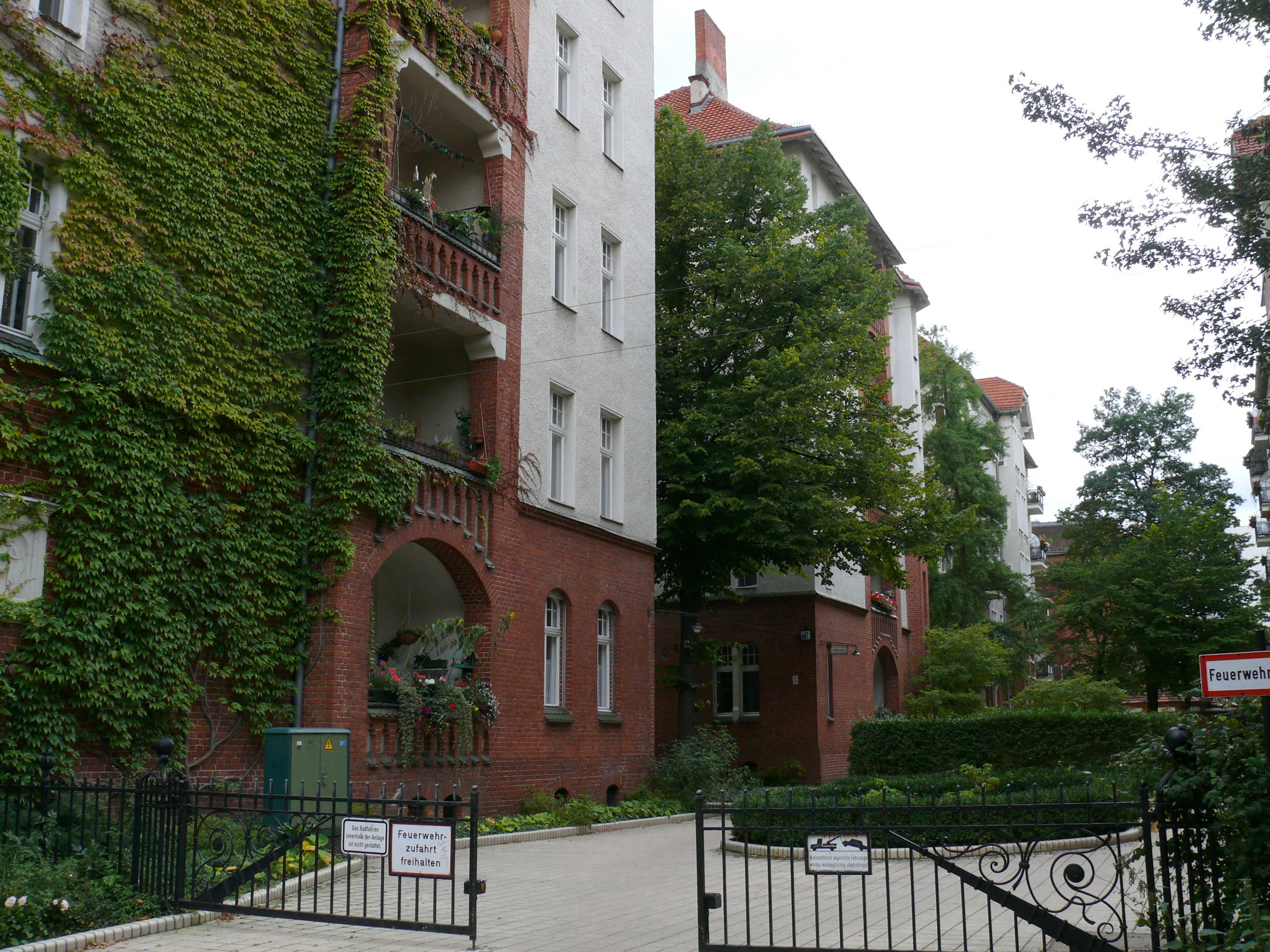
Wohnanlage Wilmersdorf des Beamten-Wohnungs-Vereins zu Berlin, ab 1902 von Erich Köhn errichtet

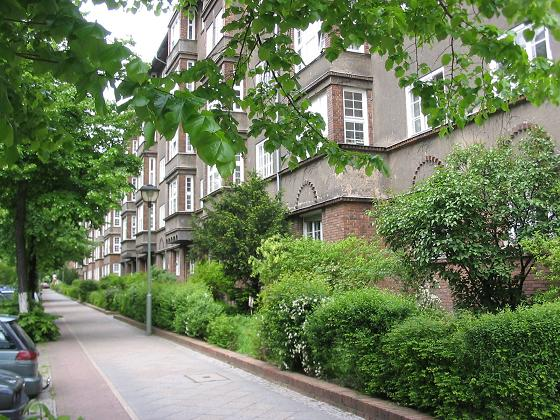
Schrammblock, 1925 von Jürgen Bachmann

Mitte des 18. Jahrhunderts erwarben die ersten Einwohner der rasant wachsenden Stadt Berlin Land- und Bauernhäuser in „Deutsch-Wilmersdorf“ und richteten sich Sommersitze in der Wilhelmsaue ein, dem ursprünglichen Dorfkern, der heute zwischen Mehlitz- und Blissestraße liegt. Bodenspekulanten, Bauinvestoren sowie die auf Raum angewiesene Ringbahn kauften Mitte des 19. Jahrhunderts verschiedenen Großbauern ihre Felder ab, die dank des unerwarteten Geldsegens als „Millionenbauern“ in die Geschichte eingingen, wie die Familien Gieseler und Mehlitz. Otto Schramm begründete mit der Badeanstalt am Wilmersdorfer See und dem Tanzpalast Schramm den Ruf als Seebad Wilmersdorf.
Auf dem Boden des Gutsbezirks Deutsch-Wilmersdorf entstand am Anfang der 1870er Jahre die Kolonie Friedenau, die 1874 zu einer eigenen Landgemeinde erhoben wurde. Der Rest des Gutsbezirks wurde 1875 in die Landgemeinde Deutsch-Wilmersdorf eingegliedert.
Die Eva Lichtspiele wurden 1913 begründet. Mit der Zuschüttung des Sees endete diese Ära, auf dem Seegelände entstanden Sportplätze, die in den 1920er Jahren in den Grünzug Volkspark Wilmersdorf einbezogen wurden. Dieser innerstädtische Grünzug in der ehemals sumpfigen Niederung (Fenn) reicht vom benachbarten Schöneberger Rudolph-Wilde-Park über den Fennsee bis zur Stadtautobahn. Auf dem Gelände der Badeanstalt wurde zwischen 1925 und 1928 nach Plänen des Architekten Jürgen Bachmann der sogenannte „Schrammblock“ erbaut. Die Wohnanlage mit einer der ersten unterirdischen Großgaragen, mit Hofterrassen und Vorgärten füllt das gesamte Viereck zwischen den Straßen Am Volkspark, Schrammstraße, Hildegardstraße und Livländische Straße in einem Gebäudezug.

### Historischer Kern: Wilhelmsaue

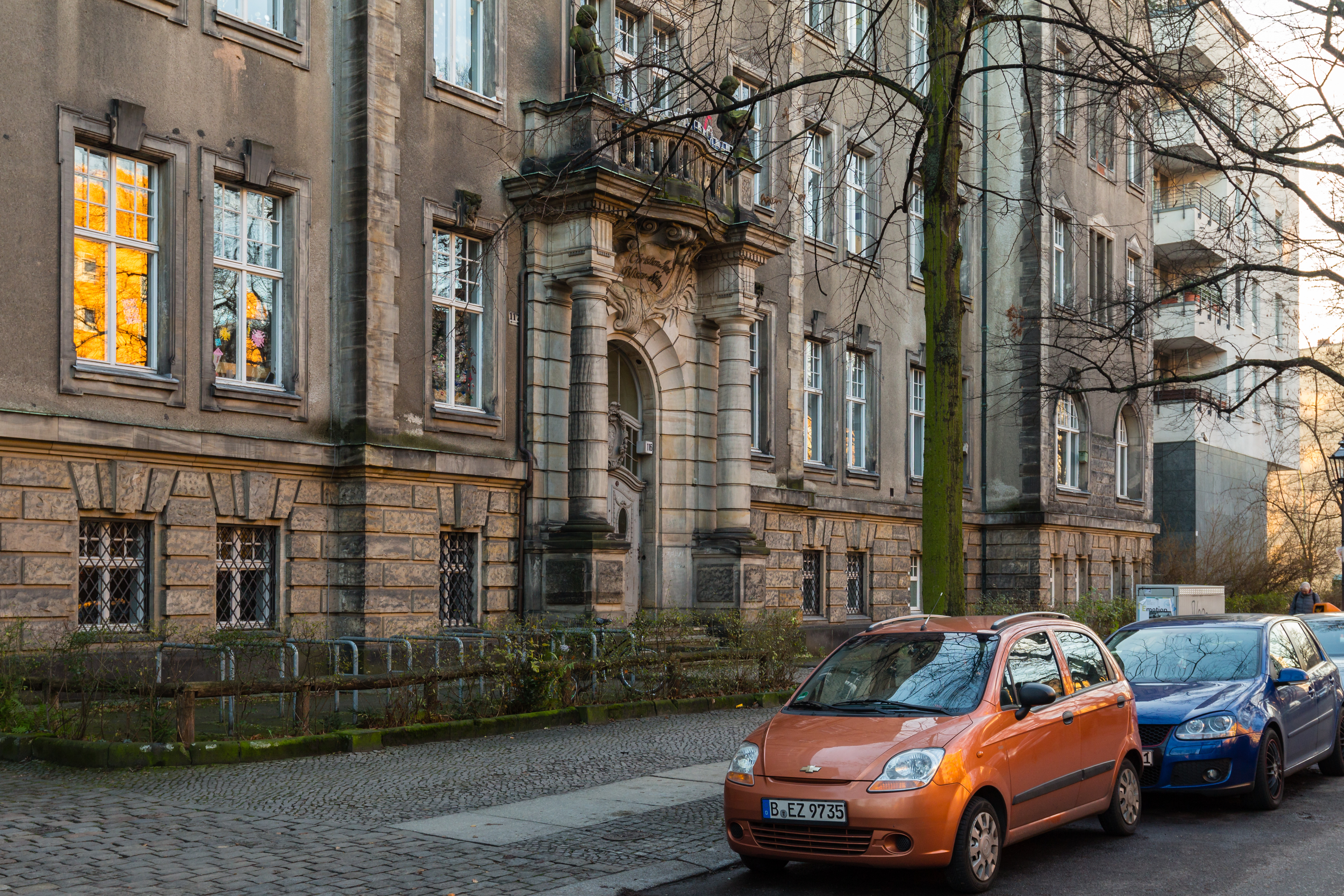
Schulhort der Comenius-Schule im ehemaligen Blissestift von 1911

Eine weitere Millionenbauernfamilie, die Familie Blisse (Namensgeber der Blissestraße), ermöglichte 1911 mit einer Stiftung von über drei Millionen Mark (kaufkraftbereinigt in heutiger Währung: rund 21 Millionen Euro) den Bau eines Waisenhauses, das „Blissestift“ in der Wilhelmsaue. In dem historischen Gebäude sind heute verschiedene kommunale Einrichtungen untergebracht, unter anderem ein Schulhort und eine Ganztagsbetreuungseinrichtung.
Gleichfalls in der Wilhelmsaue liegt die Auenkirche aus den Jahren 1895 bis 1897. Das neugotische dreischiffige Backsteingebäude mit dem farbigen Christusmosaik über dem Eingangsportal stammt von Max Spitta und ersetzte die alte Wilmersdorfer Dorfkirche aus dem Jahr 1772, deren Vorgängerin dem Brand von 1766 zum Opfer fiel. In der Wilhelmsaue 126 liegt das älteste Haus von Wilmersdorf, das Schoeler-Schlösschen von 1752, das – wie der anschließende kleine Schoelerpark – den Namen seines letzten Bewohners, des Augenarztes und Medizinalrates Heinrich Schoeler (1844–1918) trägt.

### Als Stadtteil zu Berlin
Im 19. Jahrhundert bürgerte sich für das Dorf die Bezeichnung Deutsch Wilmersdorf zur Unterscheidung von Wendisch Wilmersdorf (seit 1937: Märkisch Wilmersdorf) ein. Am 1. April 1906 erhielt die Gemeinde Deutsch-Wilmersdorf das Stadtrecht. Mit dem 1. April 1907 schied Deutsch-Wilmersdorf aus dem Kreis Teltow aus und wurde ein selbstständiger Stadtkreis. Der erste und einzige Bürgermeister und nach 1909 auch Oberbürgermeister war Ernst Habermann, der seit 1897 bereits das Amt des Gemeindevorstehers innegehabt hatte und nach dem später der Habermannplatz benannt wurde.
Ab 1912 führte die Stadt die Bezeichnung Berlin-Wilmersdorf. Zum 1. Oktober 1920 wurde die Großstadt als Bezirk Wilmersdorf nach Groß-Berlin eingemeindet; sie hatte damals bereits 139.468 Einwohner.

### Das jüdische Wilmersdorf

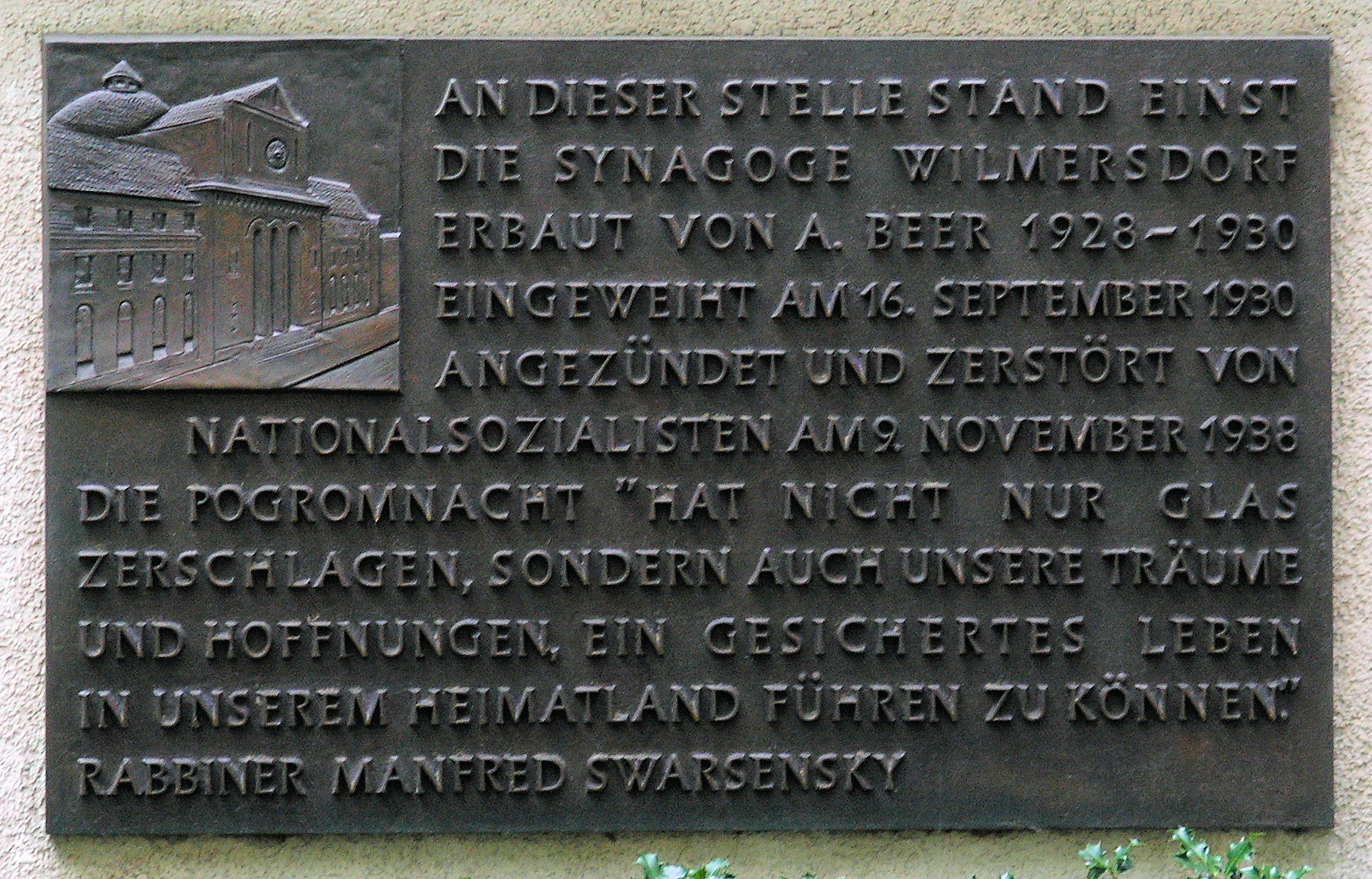
Gedenktafel am einstigen Standort der Synagoge Prinzregentenstraße

Der Bezirk hatte in der Zeit der Weimarer Republik einen starken jüdischen Bevölkerungsanteil; 1933 betrug er 13,5 %. Bei den Gymnasialschülern waren 30 % jüdischen Glaubens, es gab fünf jüdische Privatschulen. Viele bekannte Künstler und Schriftsteller wohnten in Wilmersdorf, unter anderen George Grosz, Egon Erwin Kisch, Heinrich Mann, Anna Seghers und Arnold Zweig. An den 1922 in der Koenigsallee in Grunewald von Rechtsradikalen ermordeten Reichsaußenminister Walter Rathenau erinnert dort ein Gedenkstein. Die jüdische Gemeinde hielt ihre Gottesdienste zunächst in Privatsynagogen ab; 1929 wurde in der Prinzregentenstraße eine große Gemeindesynagoge errichtet, die 2300 Besuchern Platz bot. Das Gebäude wurde während der Novemberpogrome vom 9. zum 10. November 1938 von SA-Trupps teilweise zerstört, die Reste des Gebäudes wurden 1958 abgetragen. An den heute hier befindlichen Wohnhäusern erinnert eine Gedenktafel an die Wilmersdorfer Synagoge.
Im Jahr 2007 wurde in der Münsterschen Straße für die wachsende jüdische Gemeinde das Jüdische Bildungszentrum Chabad eröffnet, das neben einem Kindergarten, einer Schule und einem koscheren Restaurant auch eine Synagoge beherbergt.

### Zeit des Nationalsozialismus
Im Haus Wilhelmsaue 40 waren während des Zweiten Weltkriegs Zwangsarbeiter verschiedener Nationen untergebracht. Wie mehrere Dokumente belegen, handelte es sich um ein Lager unter der Regie des damaligen Bezirksamts Wilmersdorf.

### Neuere Zeit
Bis zur Fusion mit dem ehemaligen Bezirk Charlottenburg im Jahr 2001 gab es einen eigenständigen Bezirk Wilmersdorf im Westteil von Berlin. Dieser umfasste die heutigen Ortsteile Halensee, Schmargendorf, Grunewald und den namensgebenden Ortsteil Wilmersdorf.

## Bevölkerung
| Jahr | Einwohner  |
| ---- | ---------- |
| 1858 | 0001.027 1 |
| 1871 | 0001.662 2 |
| 1880 | 002.911    |
| 1890 | 005.164    |
| 1900 | 030.671    |
| 1910 | 109.716    |
| 1919 | 139.468    |
| 1930 | 166.049    |

| Jahr | Einwohner |
| ---- | --------- |
| 1938 | 173.320   |
| 1946 | 102.004   |
| 1950 | 113.774   |
| 1960 | 127.647   |
| 1970 | 120.514   |
| 1987 | 105.664   |
| 2000 | 105.492   |
| 2007 | 092.827   |

| Jahr | Einwohner |
| ---- | --------- |
| 2010 | 093.533   |
| 2011 | 094.113   |
| 2012 | 095.164   |
| 2013 | 096.038   |
| 2014 | 097.707   |
| 2015 | 099.311   |
| 2016 | 100.320   |
| 2017 | 100.671   |

| Jahr | Einwohner |
| ---- | --------- |
| 2018 | 101.762   |
| 2019 | 102.619   |
| 2020 | 101.877   |
| 2021 | 099.688   |
| 2022 | 101.268   |
| 2023 | 101.557   |
| 2024 | 101.220   |

## Politik

### Gemeindevorsteher/Bürgermeister von Wilmersdorf
| Zeitraum  | Name                                                               |
| --------- | ------------------------------------------------------------------ |
| 1875–1877 | Westhoff                                                           |
| 1877–1886 | Robert Wegener                                                     |
| 1886–1892 | Bernhard Güntzel                                                   |
| 1892–1897 | Friedrich Stork                                                    |
| 1897–1921 | Ernst Habermann (ab 1906 Bürgermeister, ab 1909 Oberbürgermeister) |
| 1976–     | Gerhard Walther (ab 1967 Berzirksverordneter, ab 1976 Vorsteher)   |

Hauptquelle: Bezirksamt Charlottenburg-Wilmersdorf

### Partnerschaften
Der ehemalige Bezirk Wilmersdorf hatte folgende Partnerschaften, die jetzt als Partnerschaften des Bezirks Charlottenburg-Wilmersdorf weitergeführt werden:
International
 Apeldoorn (Niederlande), seit 5. Januar 1968 (dort gibt es eine Straße Wilmersdorf)

 Gladsaxe (Dänemark), seit 5. Januar 1968

 London Borough of Sutton (Vereinigtes Königreich), seit 18. April 1968

 Split (Kroatien), seit 5. Mai 1970

 Karmi’el (Israel), seit 16. Januar 1985

 Kiew (Ukraine), seit 21. Februar 1991

 Gagny (Frankreich), seit 1992

 Międzyrzecz (ehem. Meseritz, Polen), seit 11. Juni 1993
National
- Minden, seit 5. Januar 1968
- Rheingau-Taunus-Kreis, seit 20. Juni 1991 – Patenschaft seit 5. September 1972
- Landkreis Forchheim, seit 23. August 1972 – Patenschaft seit 1974
- Landkreis Kulmbach, seit 23. August 1991

### Botschaften
Im Ortsteil befinden sich Botschaften und diplomatische Vertretungen folgender Länder:
- Republik Burundi
- Republik Gabun
- Republik Malawi
- Islamische Republik Pakistan
- Kulturbüro der Botschaft des Königreichs Saudi-Arabien

## Sehenswürdigkeiten und Kultur

### Bauwerke
- Das ehemalige Mosse-Stift wurde ab 1893 auf Betreiben des deutsch-jüdischen Unternehmers Rudolf Mosse als interkonfessionelles Waisenhaus errichtet. In der schlossähnlichen Anlage sind bis heute neben anderen sozialpädagogischen Einrichtungen mehrere Kinder- und Jugendwohngruppen untergebracht.
- Der WOGA-Komplex am Lehniner Platz ist ein städtebauliches Ensemble, das ab 1925 von Erich Mendelsohn erbaut wurde. Der Komplex sollte Kultur, Einkaufsmöglichkeiten und Wohnen verbinden. Im Kopfbau der Anlage, dem ehemaligen Kino Universum, befindet sich die Schaubühne am Lehniner Platz.
- Das 1930 fertiggestellte Sankt-Gertrauden-Krankenhaus erhielt 1945 Glasmalereien und ein Apsismosaik von Charles Crodel nebst Ergänzungen von 1973.
- Die Autobahnüberbauung Schlangenbader Straße ist weltweit einzigartig. Sie stammt aus der Zeit der Insellage West-Berlins in den 1970er Jahren und war der Versuch, die knappen Innenstadtflächen rationell zu nutzen.
- Die aufwendig gestalteten U-Bahnhöfe aus der Kaiserzeit an der Linie U3 zwischen den Stationen Hohenzollernplatz und Breitenbachplatz, der im Ortsteil Dahlem liegt.
- Abwasserpumpwerk Wilmersdorf, Hohenzollerndamm 208, 1905/1906 errichteter Backsteinbau von Hermann Müller. Daneben Neubau aus Glas und Stahl von Kurt Ackermann, errichtet 1991–1998.

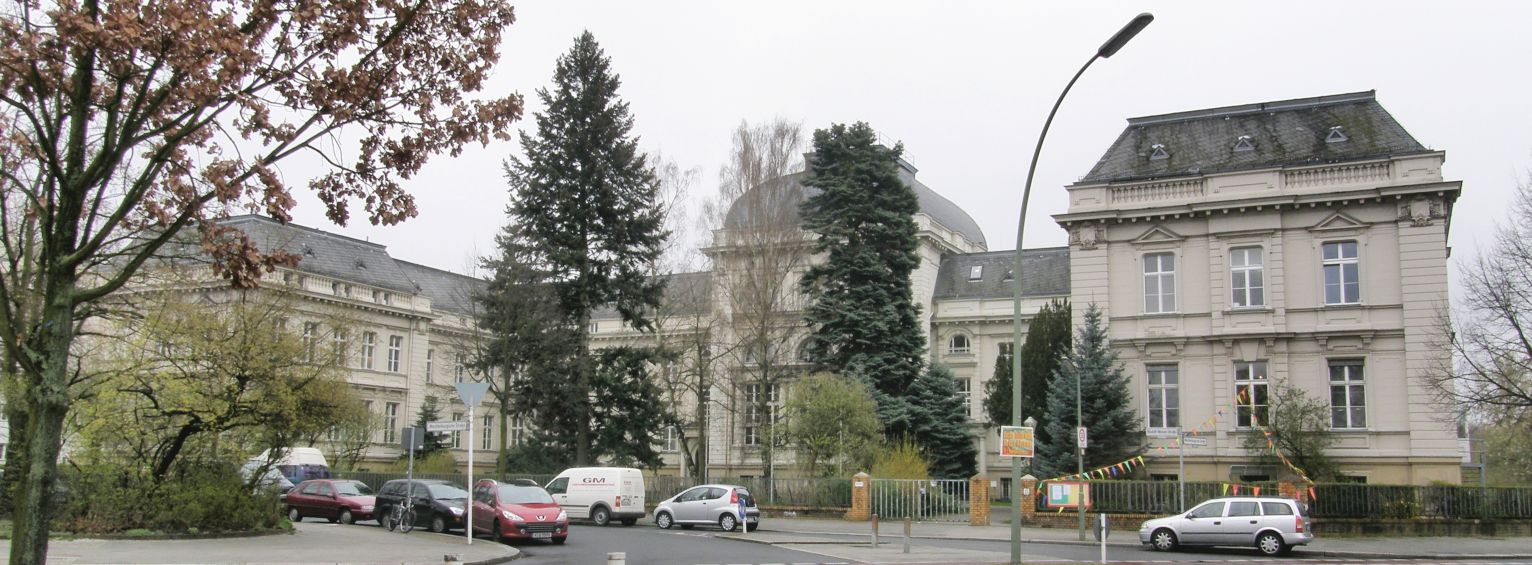
Mosse-Stift
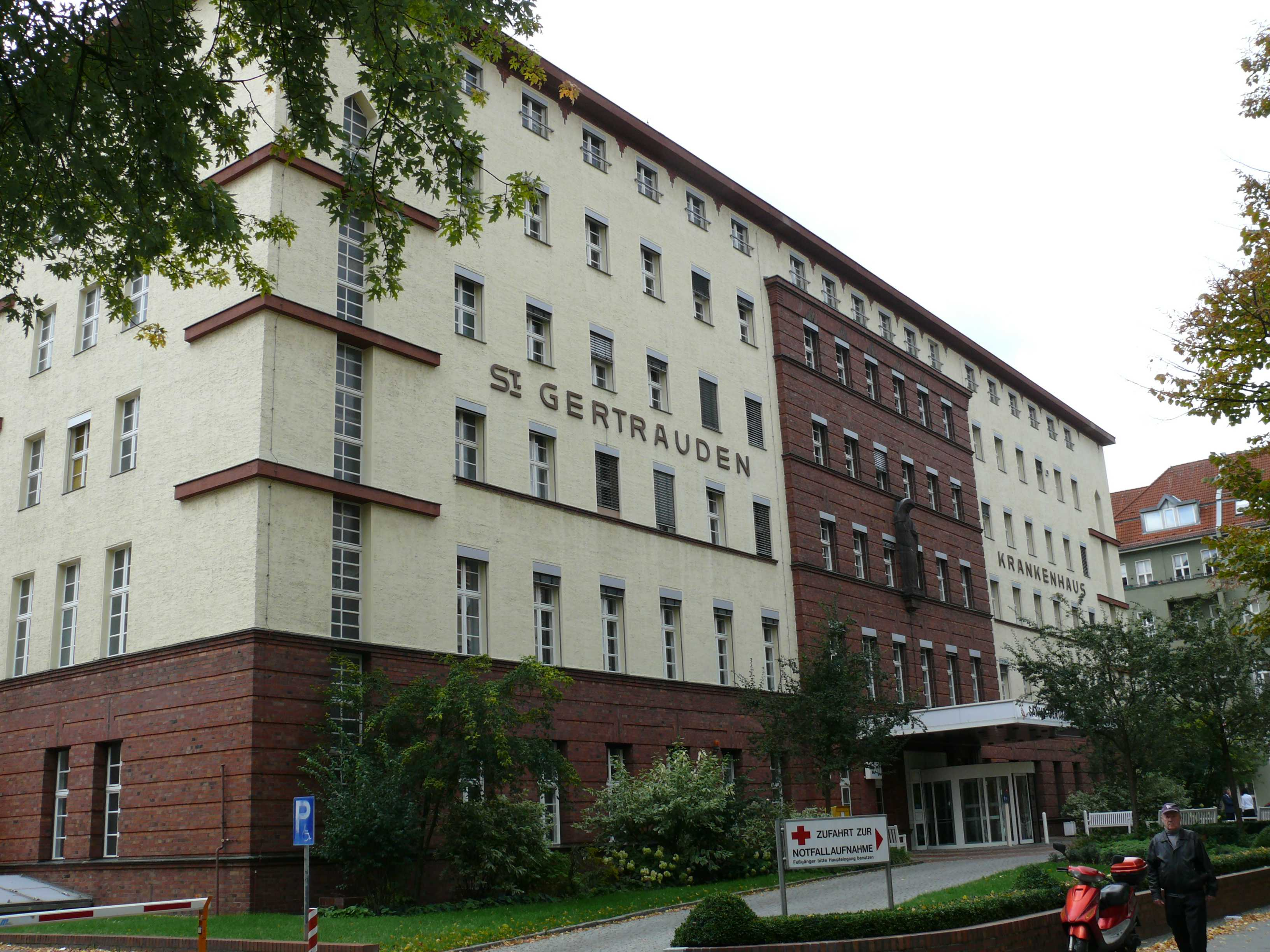
Sankt-Gertrauden-Krankenhaus
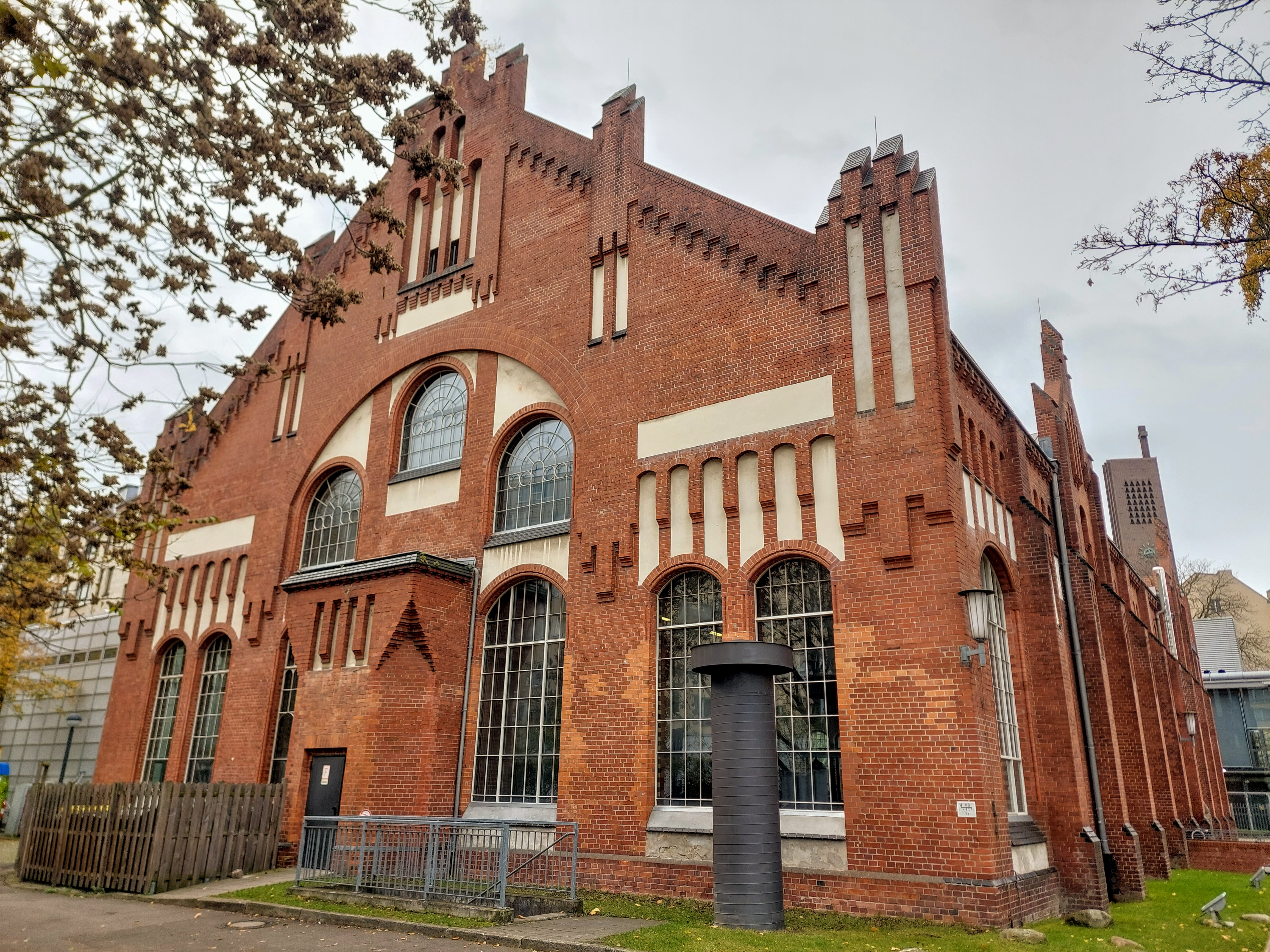
Abwasserpumpwerk Wilmersdorf

Kirchen
- Altlutherische Kirche Zum Heiligen Kreuz, erbaut 1907–1908 von Heinrich Straumer
- Evangelische Vater-Unser-Kirche, erbaut 1959–1961 nach Plänen von Werner March
- Evangelische Auenkirche, neugotischer Backsteinbau, erbaut 1895–1897
- Erste Kirche Christi, Christian Science in der Wilhelmsaue 112
- Evangelische Kirche am Hohenzollernplatz, erbaut 1930–1933 von Fritz Höger und Ossip Klarwein im Stil des norddeutschen Backsteinexpressionismus
- Römisch-katholische Kirche Sankt Ludwig am Ludwigkirchplatz, erbaut 1897
- Römisch-katholische Kirche St. Marien auf dem Bergheimer Platz, erbaut 1913–1914
- Evangelische Lindenkirche, erbaut 1935–1936
- Russisch-Orthodoxe Christi-Auferstehungs-Kathedrale, erbaut 1936–1938
- Römisch-katholische Heilig-Kreuz-Kirche in der Hildegardstraße 3a, erbaut 1910–1912
- St. Petrus, Kirche der Priesterbruderschaft St. Pius X. am Breitenbachplatz, erbaut 2001–2005
- Christianskirken, Kirche der evangelisch-lutherischen Dänischen Kirche im Ausland, heutiger Bau 1967 eingeweiht
- Schwedische Kirche Berlin, Kirche der evangelisch-lutherischen Schwedischen Kirche im Ausland, erbaut 1929, im Zweiten Weltkrieg schwer beschädigt, 1952–1955 erweitert und umgebaut
- Adventhaus Wilmersdorf Adventhaus (Berlin-Wilmersdorf)

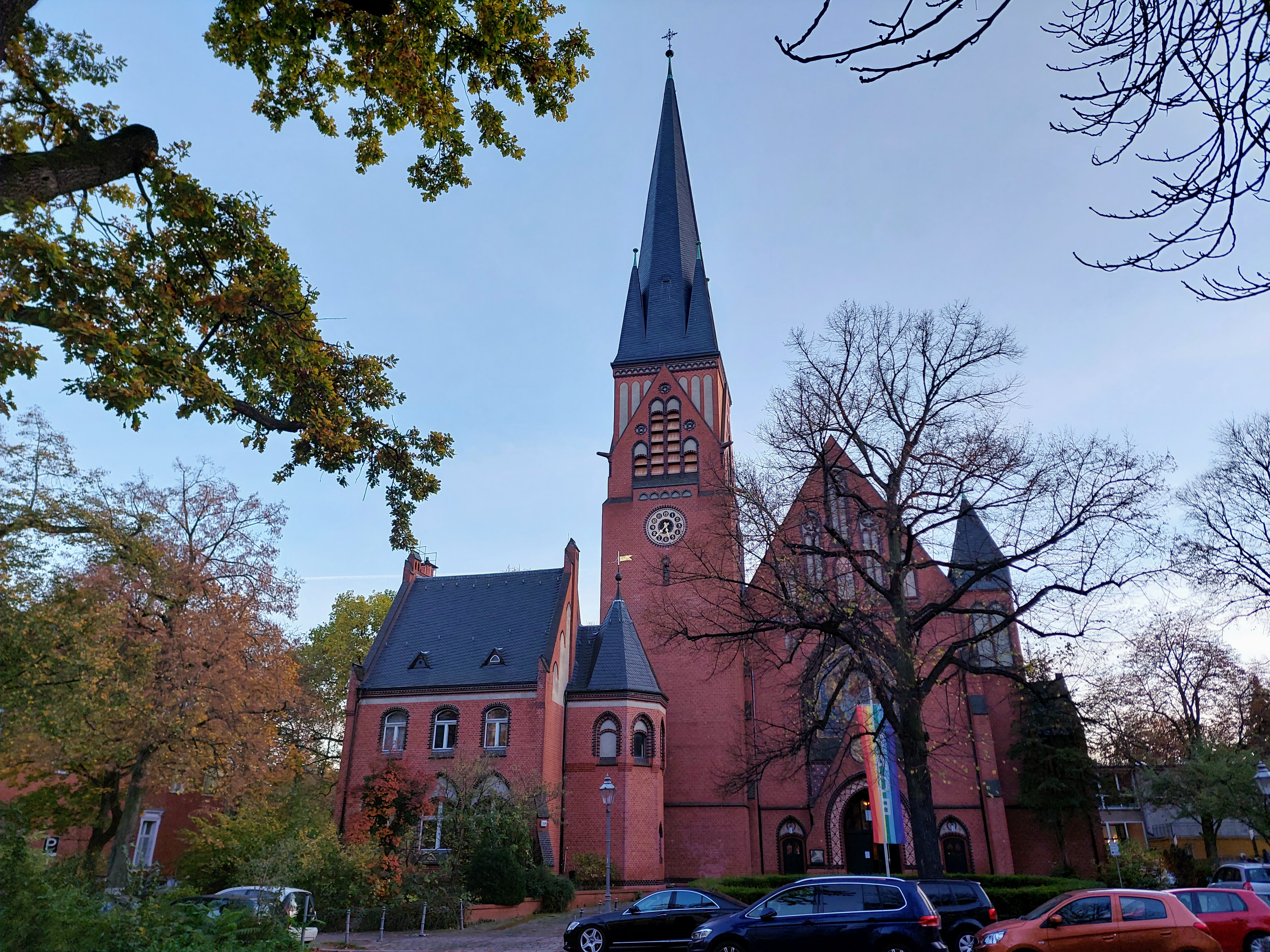
Auenkirche
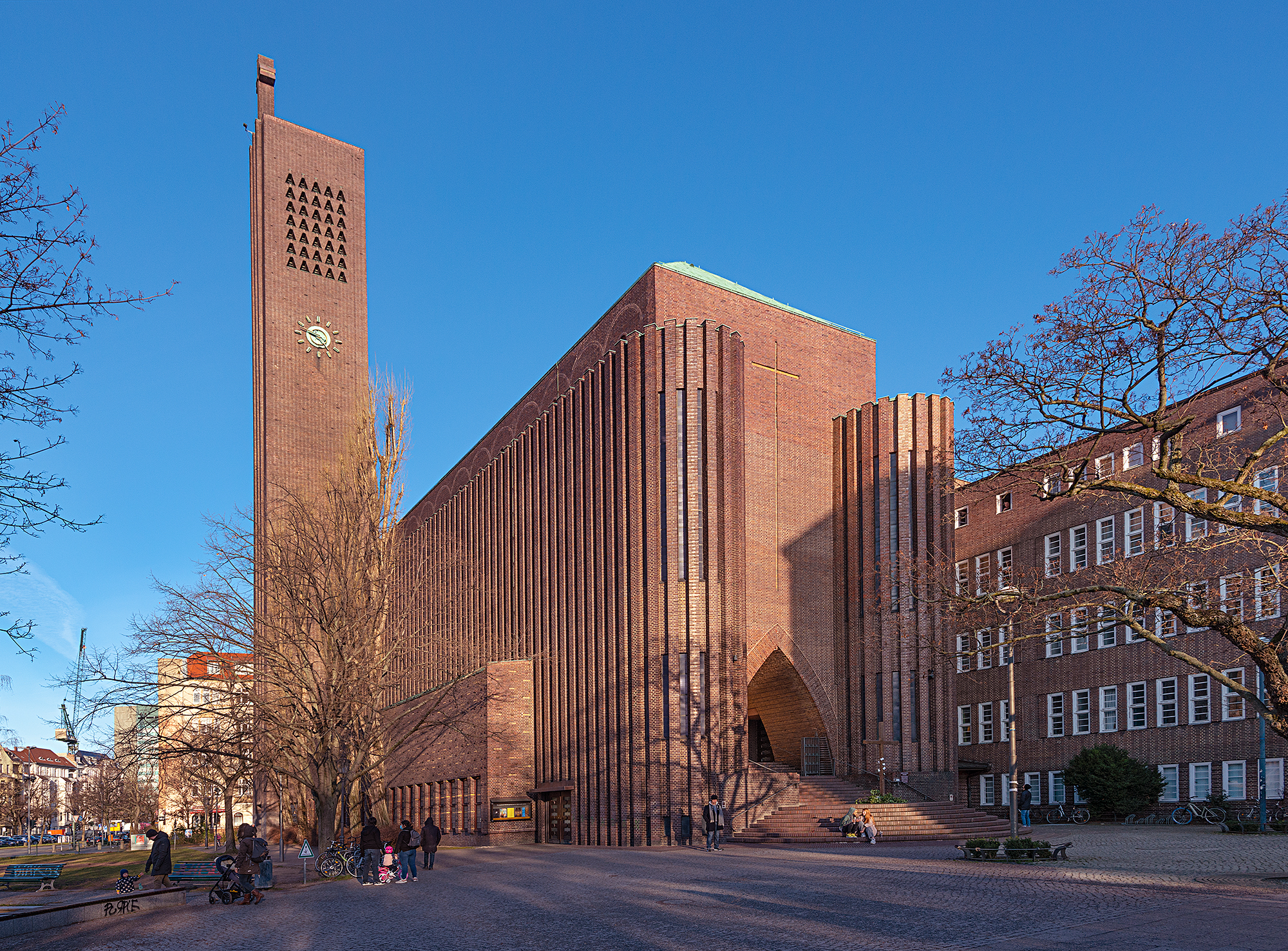
Evangelische Kirche am Hohenzollernplatz
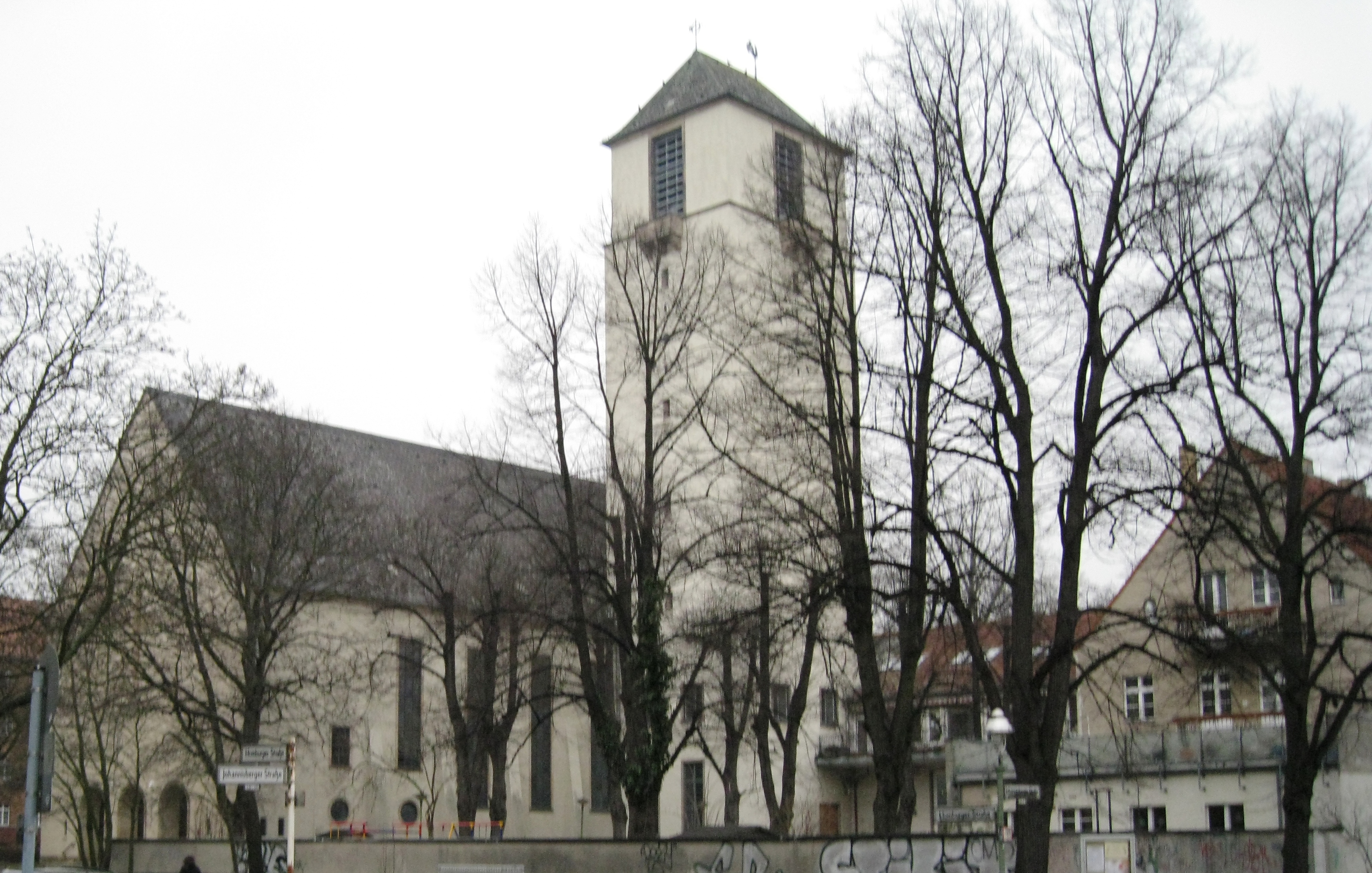
Lindenkirche
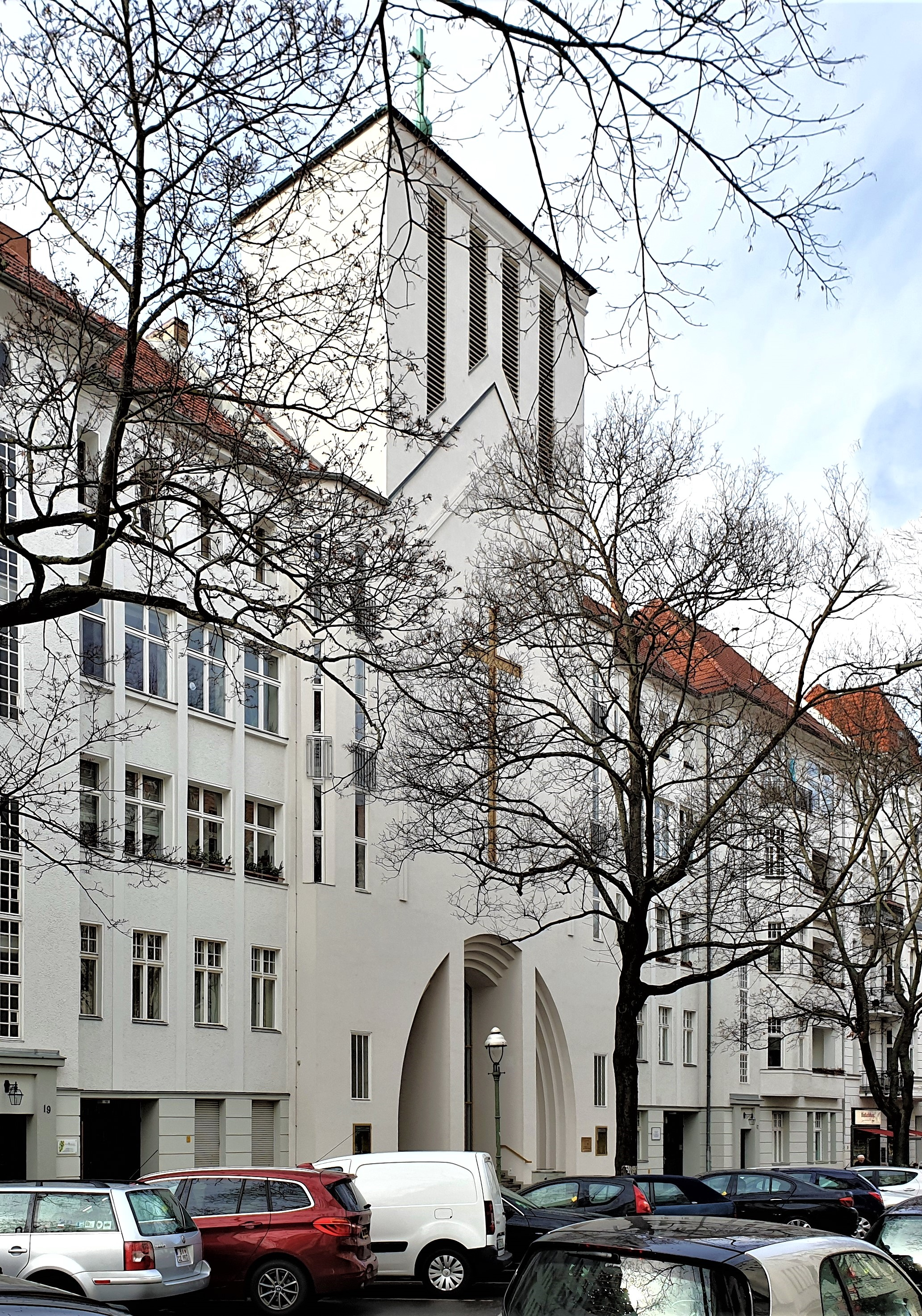
Evang.-luth. Kirche Zum Heiligen Kreuz
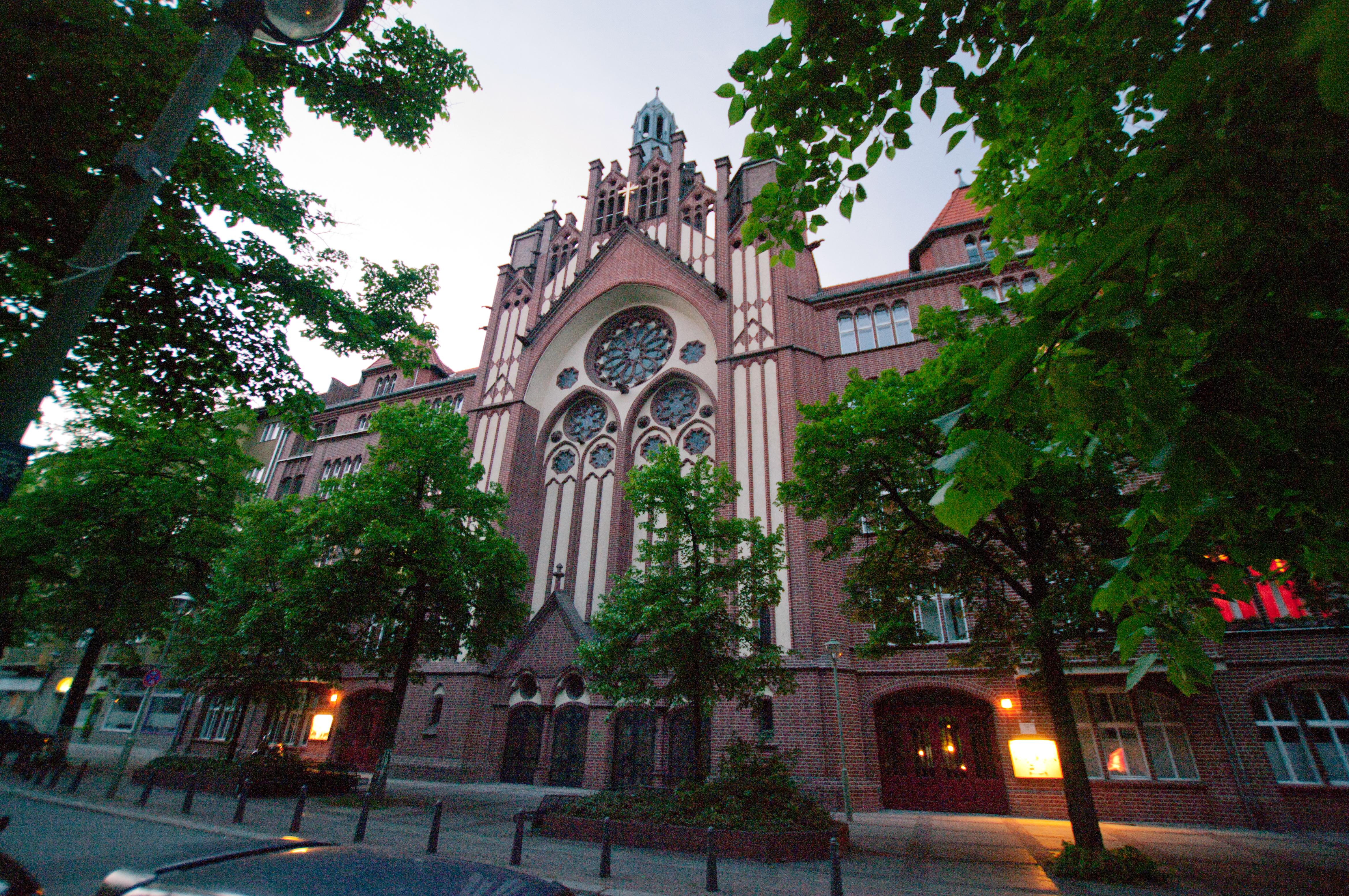
Katholische Heilig-Kreuz-Kirche
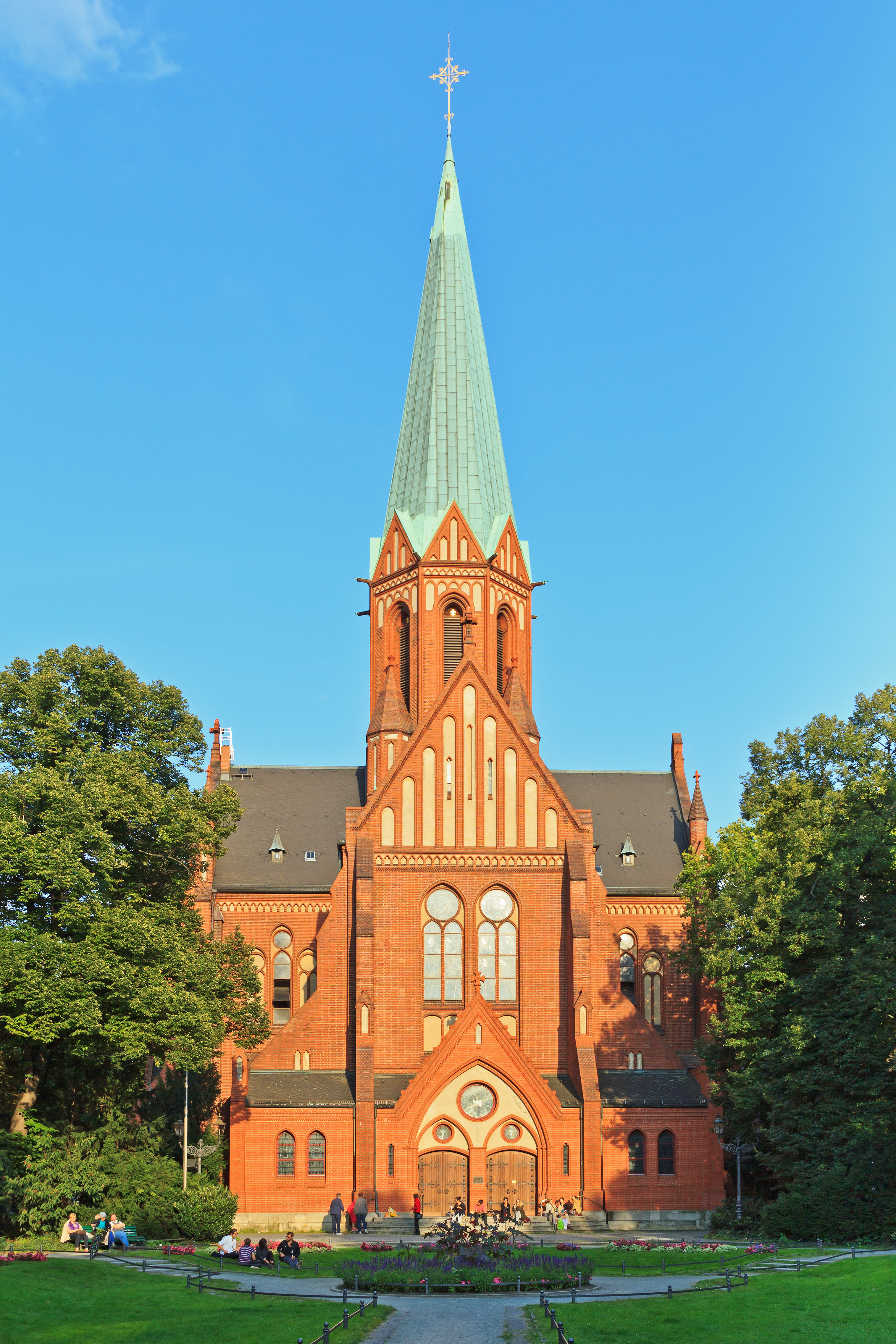
Katholische Kirche St. Ludwig
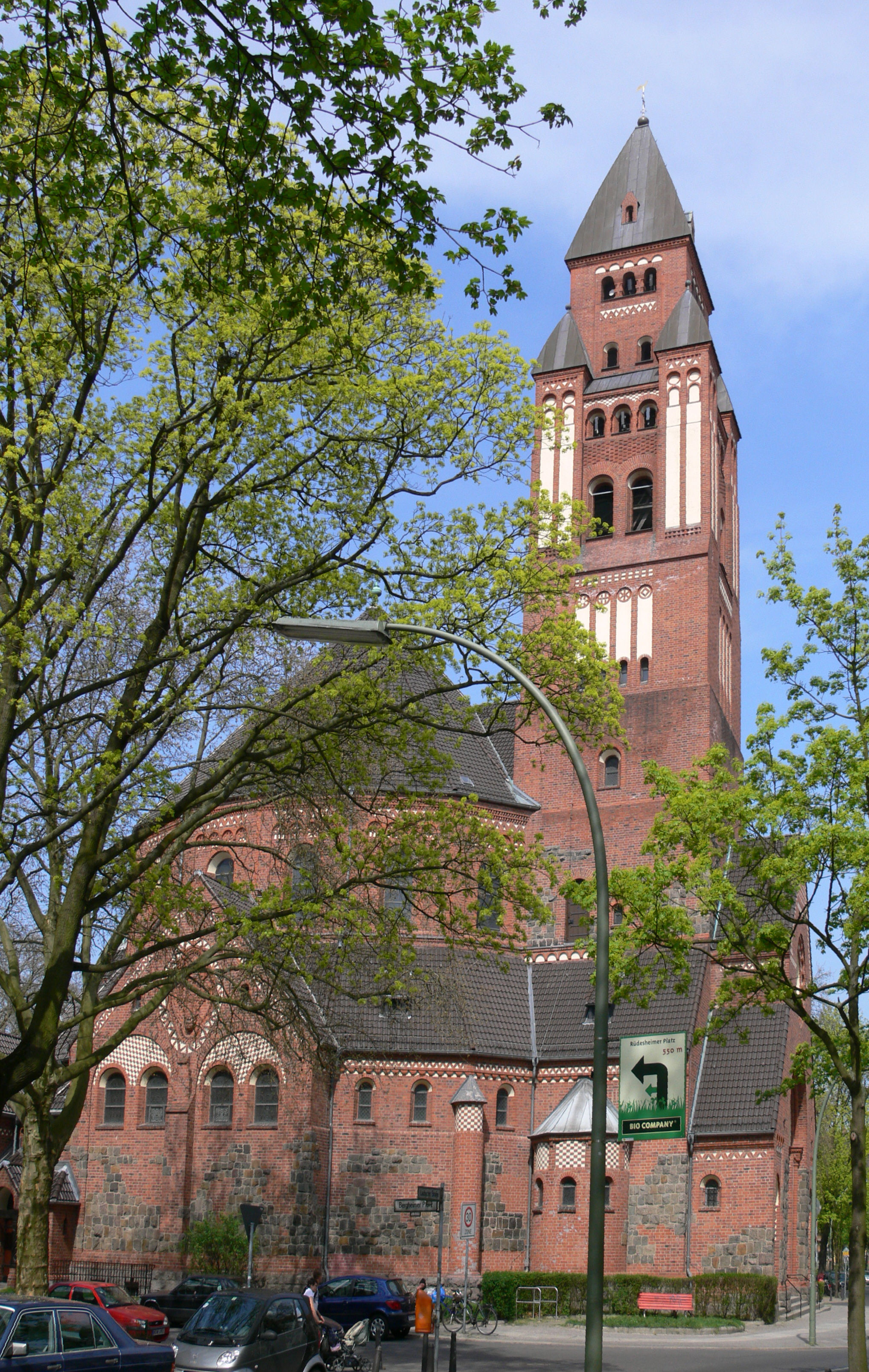
St.-Marien-Kirche
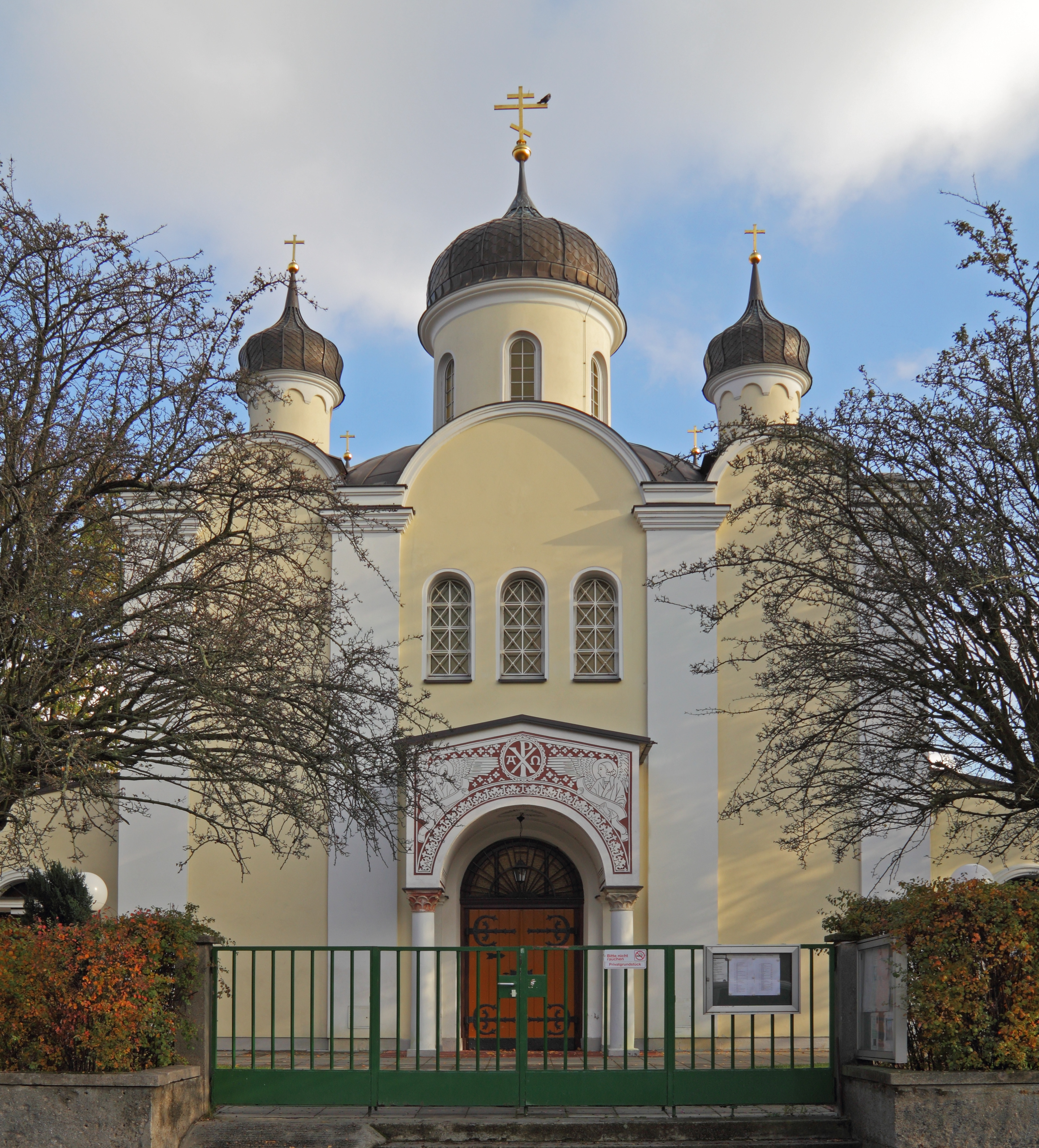
Russisch-Orthodoxe Christi-Auferstehungs-Kathedrale
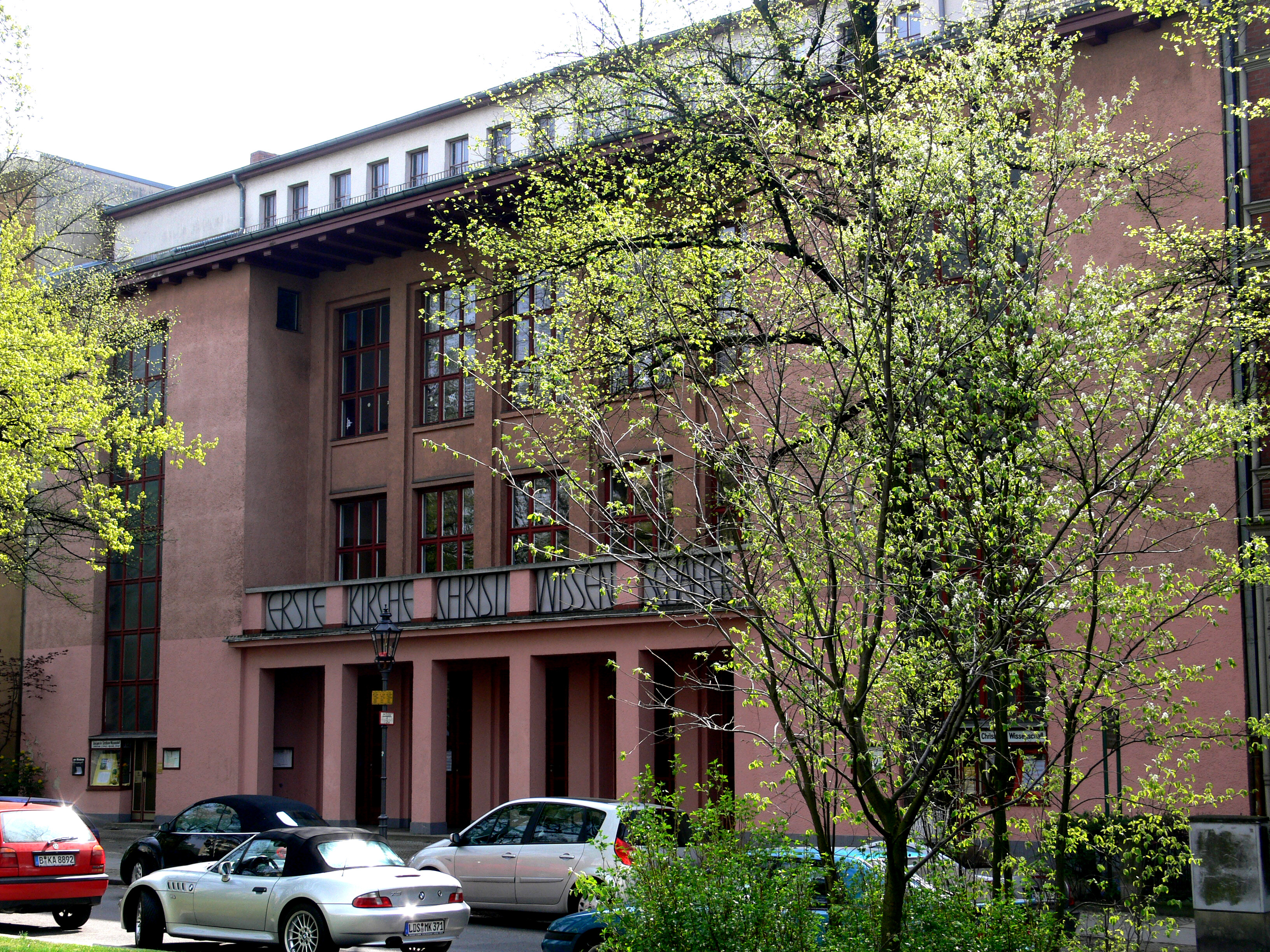
Erste Kirche Christi Wissenschaftler von Otto Bartning
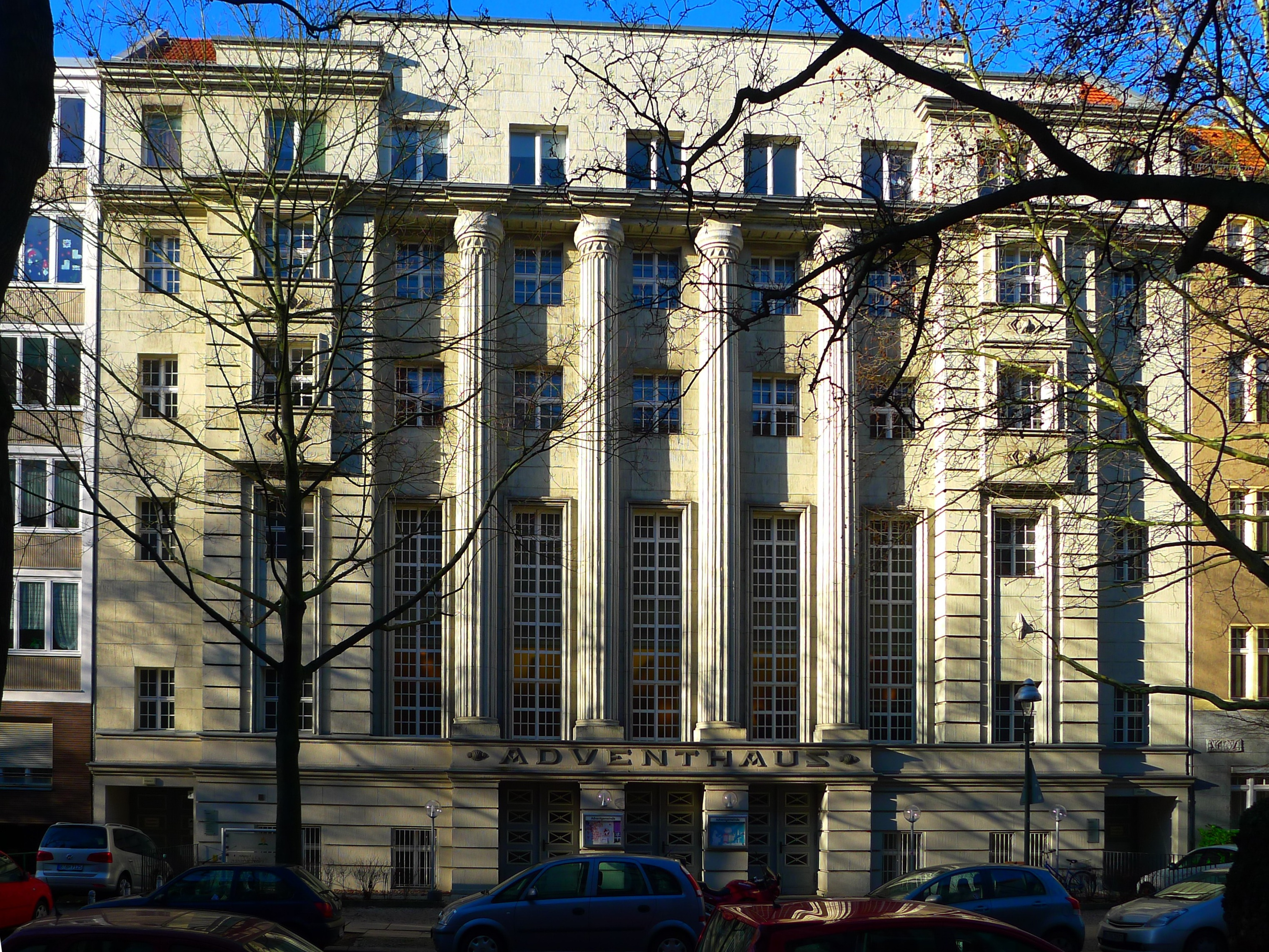
Adventhaus Berlin-Wilmersdorf

Moscheen
- Wilmersdorfer Moschee (historisch: Berliner Moschee), älteste existierende Moschee in Deutschland, 1924 an Stelle eines Vorgängerbaus von 1915 errichtet

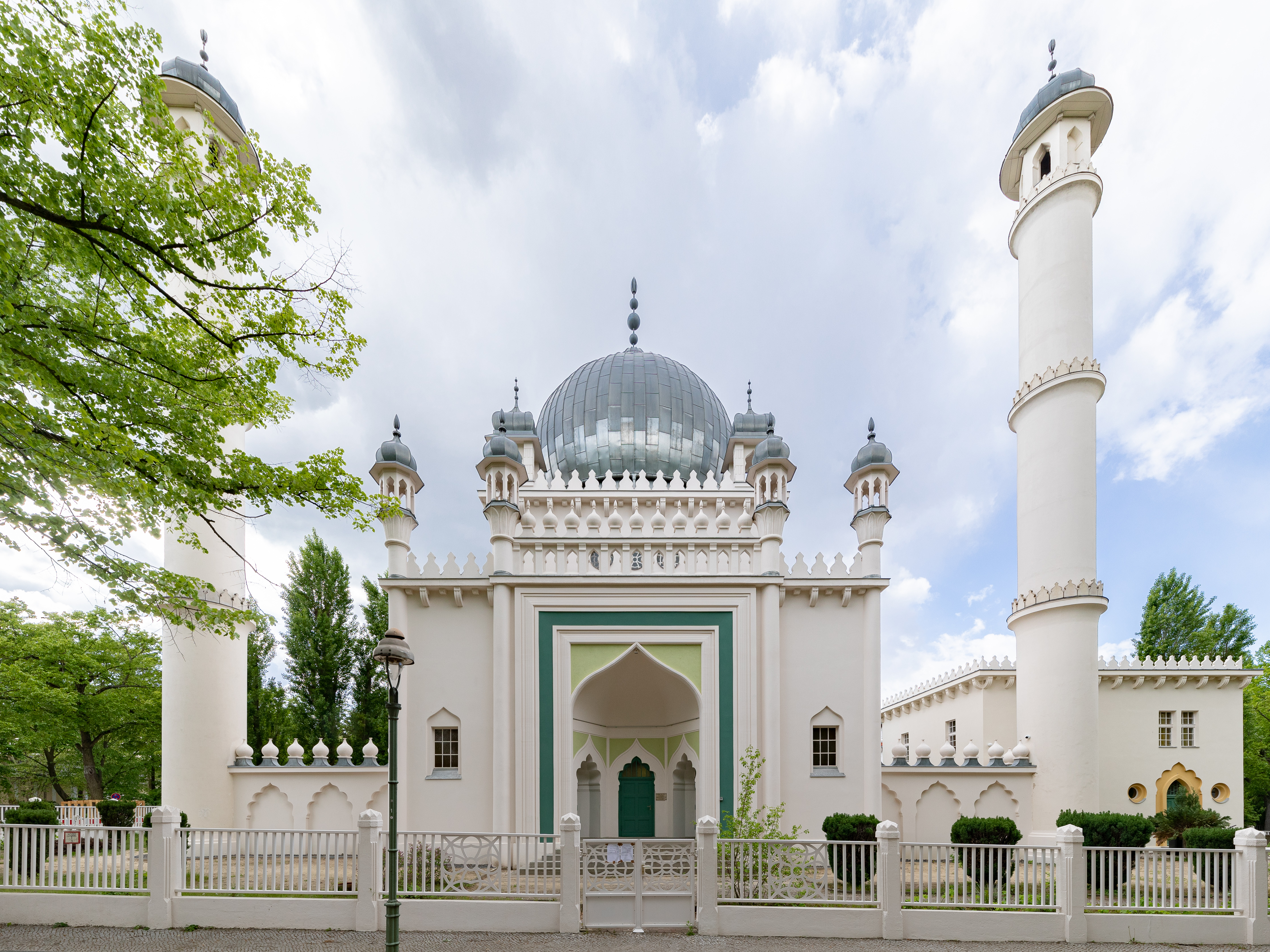
Wilmersdorfer Moschee

Synagogen
- Synagoge Münstersche Straße
- Synagoge Prinzregentenstraße (zerstört)

### Stolpersteine (Auswahl)

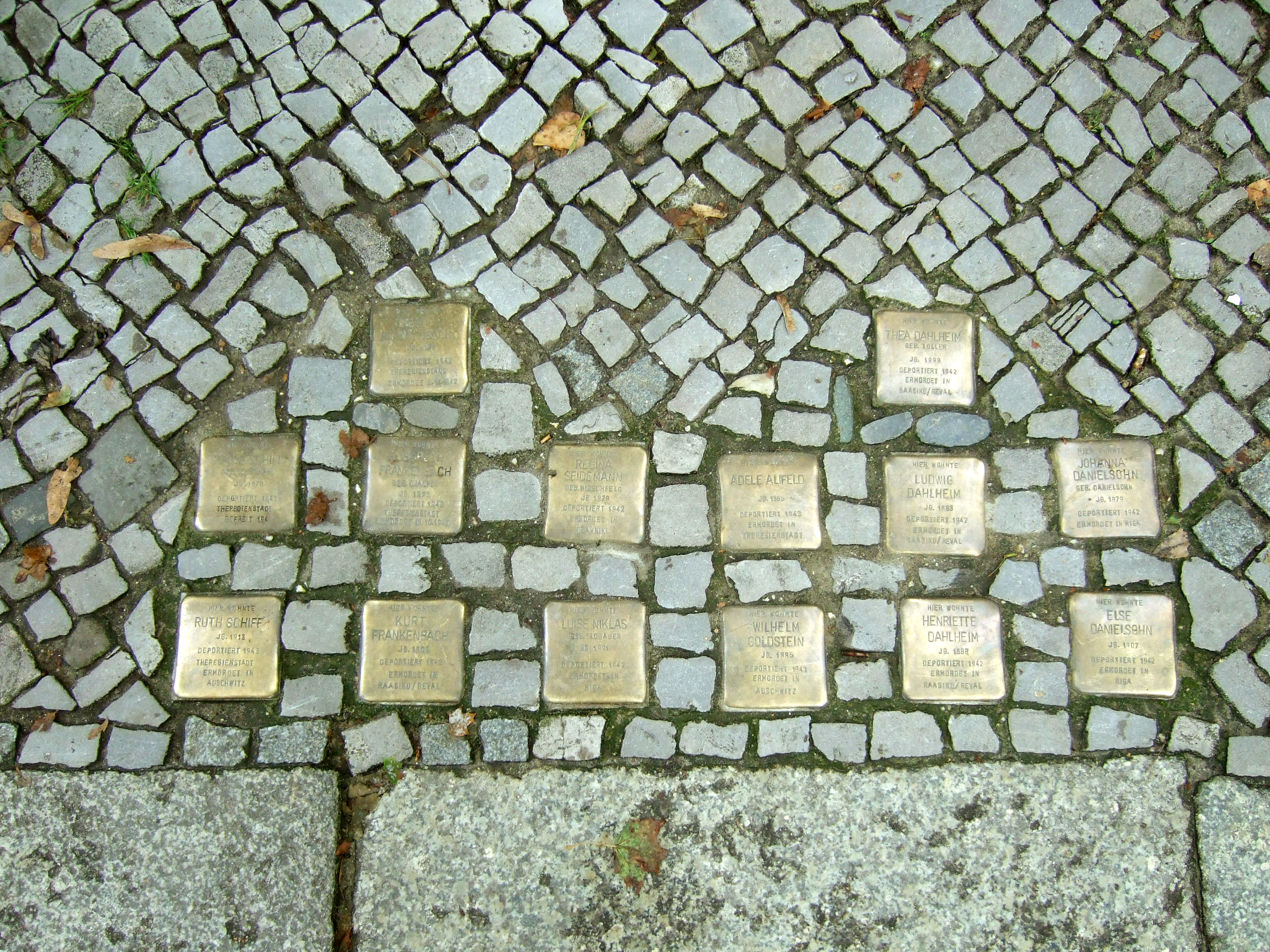
Nassauische Straße 30
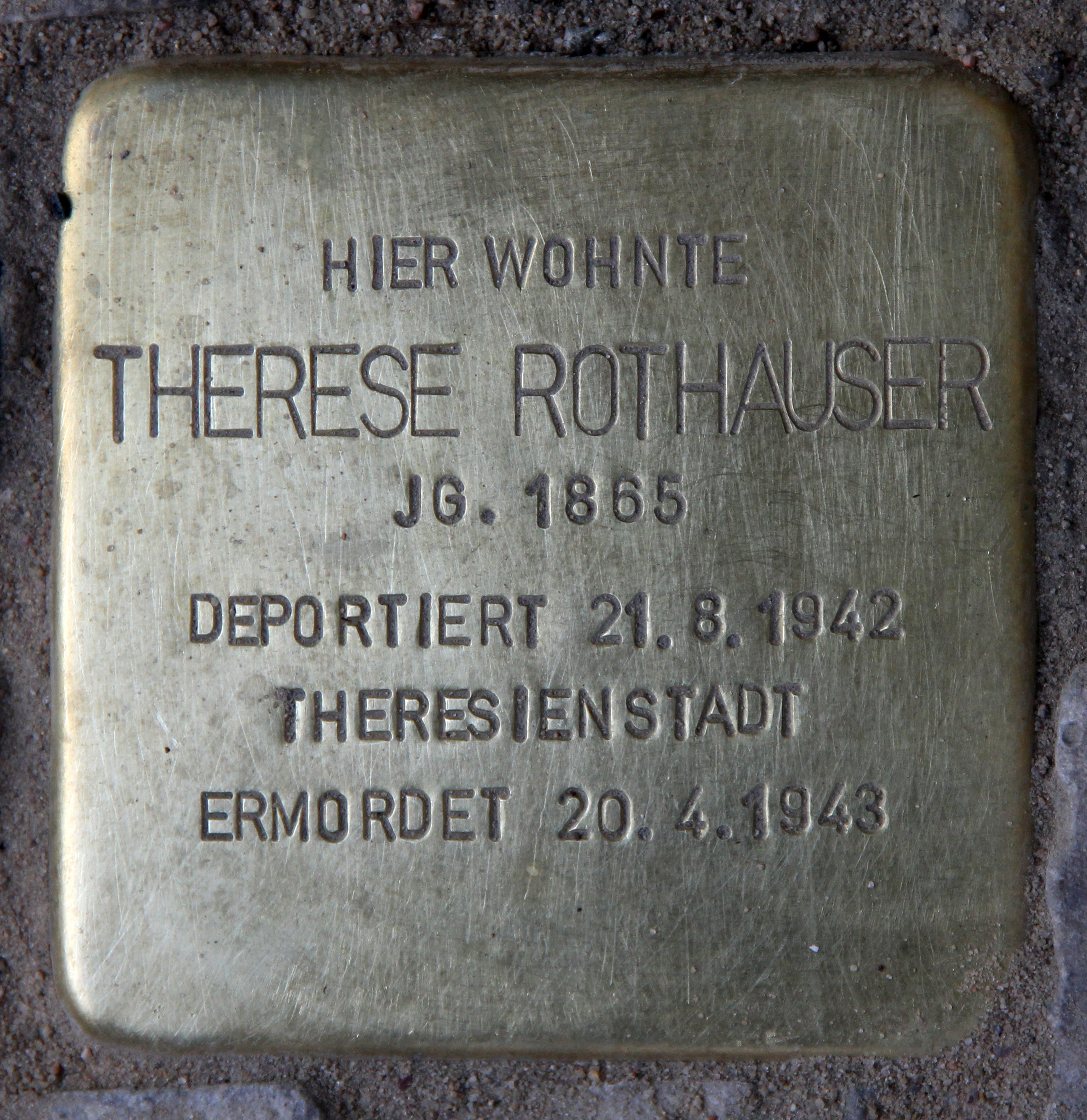
Konstanzer Straße 11
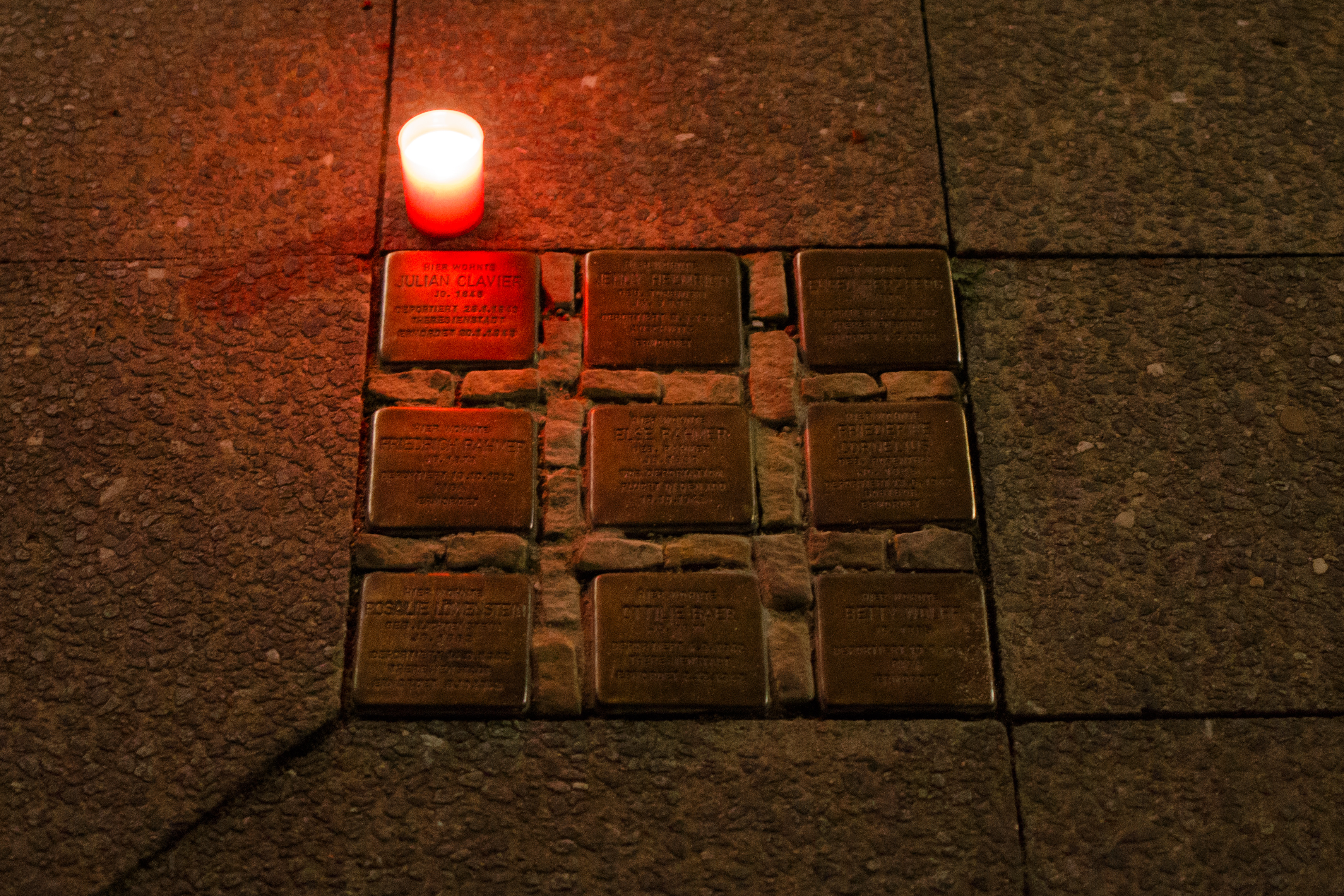
Nassauische Straße 54
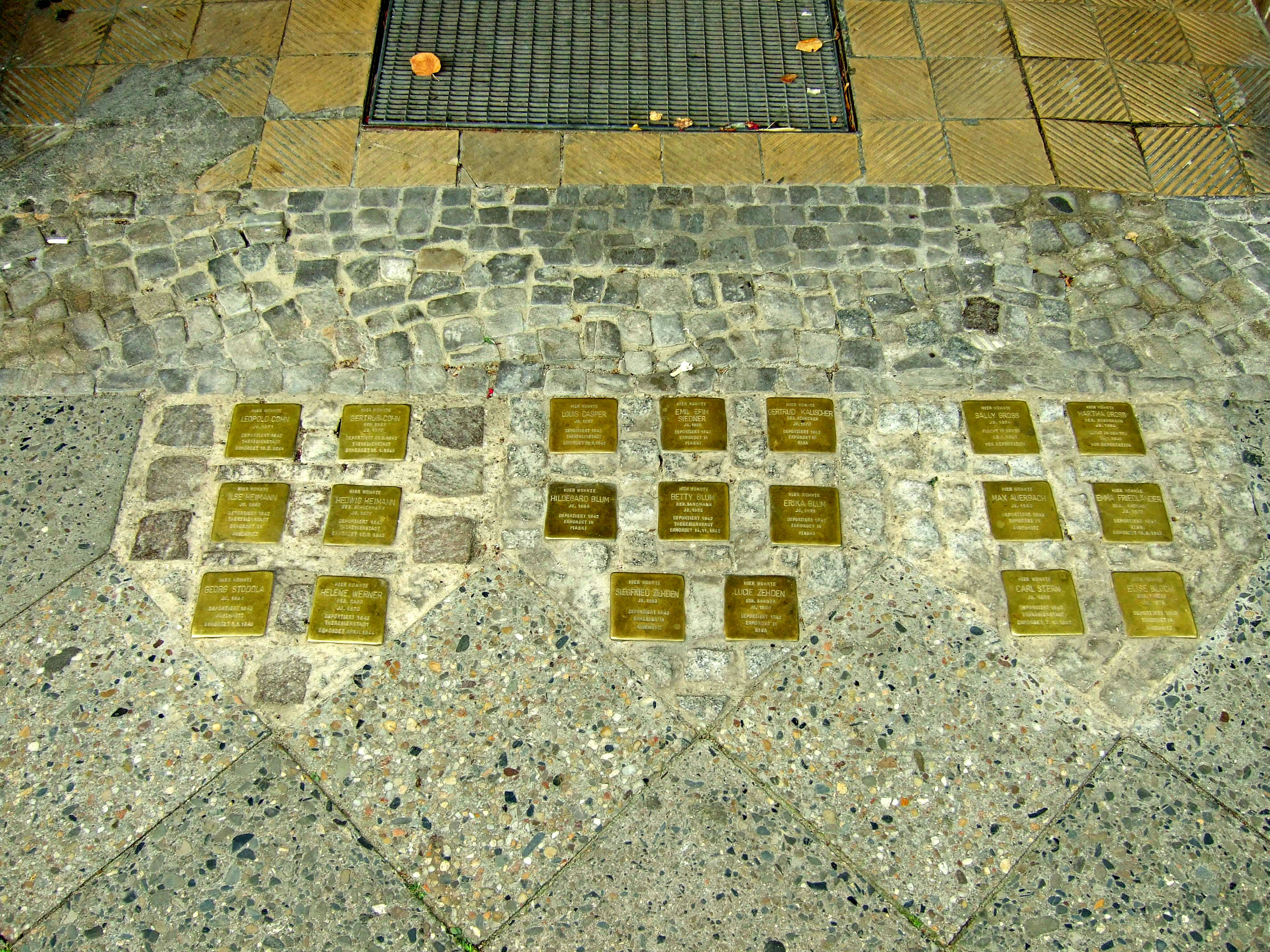
Güntzelstraße 49

### Park- und Gartenanlagen

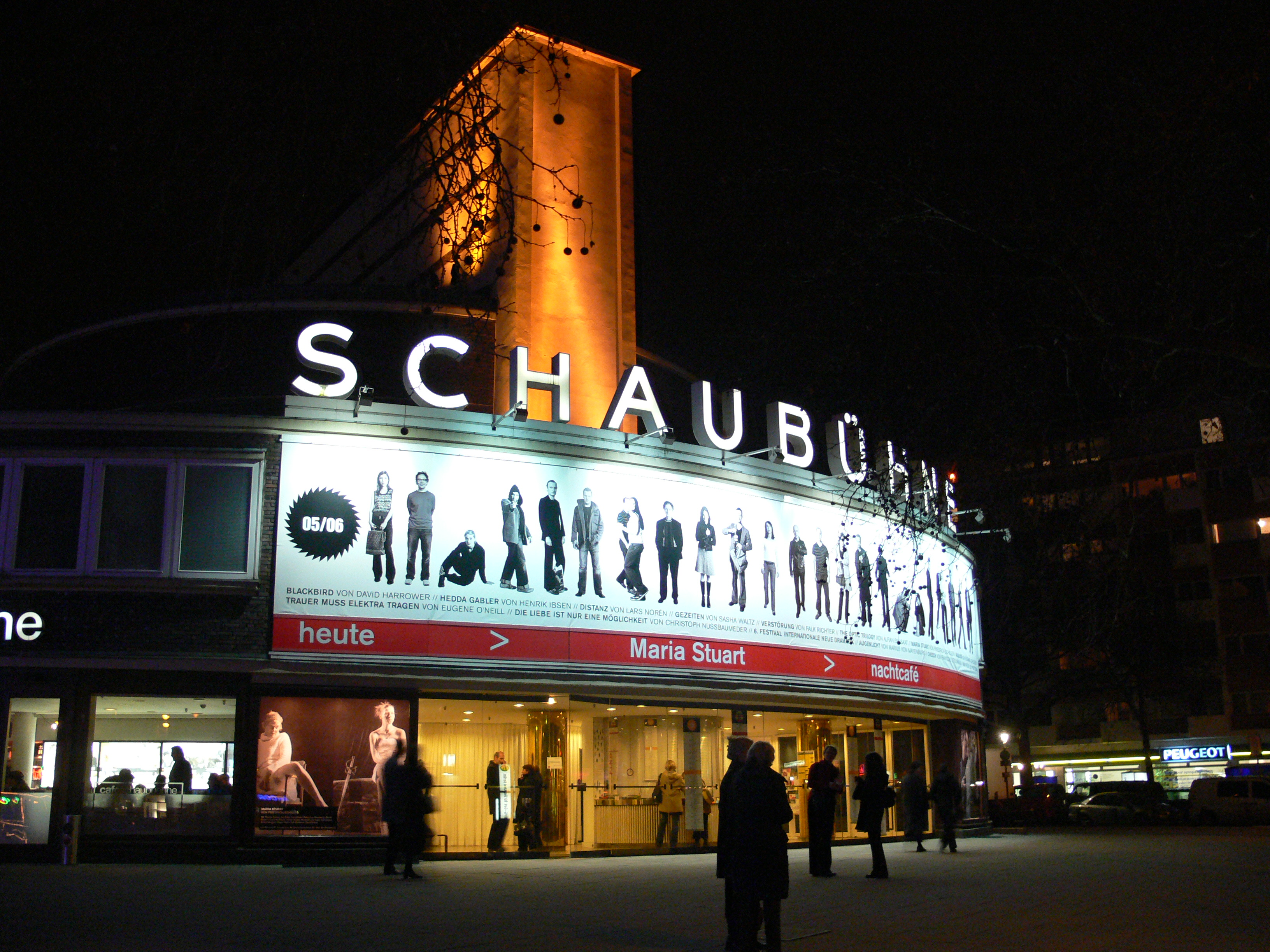
Schaubühne am Lehniner Platz

- Volkspark Wilmersdorf
- Preußenpark
- Schoelerpark

### Theater und Spielstätten
- Schaubühne am Lehniner Platz
- Bar Jeder Vernunft
- Haus der Berliner Festspiele
- Theater Coupé
- Theater unterm Turm

## Verkehr

### Öffentlicher Personennahverkehr
U-Bahnhöfe der Linie U9
- Spichernstraße
- Güntzelstraße
- Berliner Straße
- Bundesplatz

U-Bahnhöfe der Linie U3
- Hohenzollernplatz
- Fehrbelliner Platz
- Heidelberger Platz
- Rüdesheimer Platz

Die Linie U7 kreuzt die Trassen der Linien U3 und U9 und hält in Wilmersdorf an folgenden U-Bahnhöfen:
- Konstanzer Straße
- Fehrbelliner Platz
- Blissestraße
- Berliner Straße

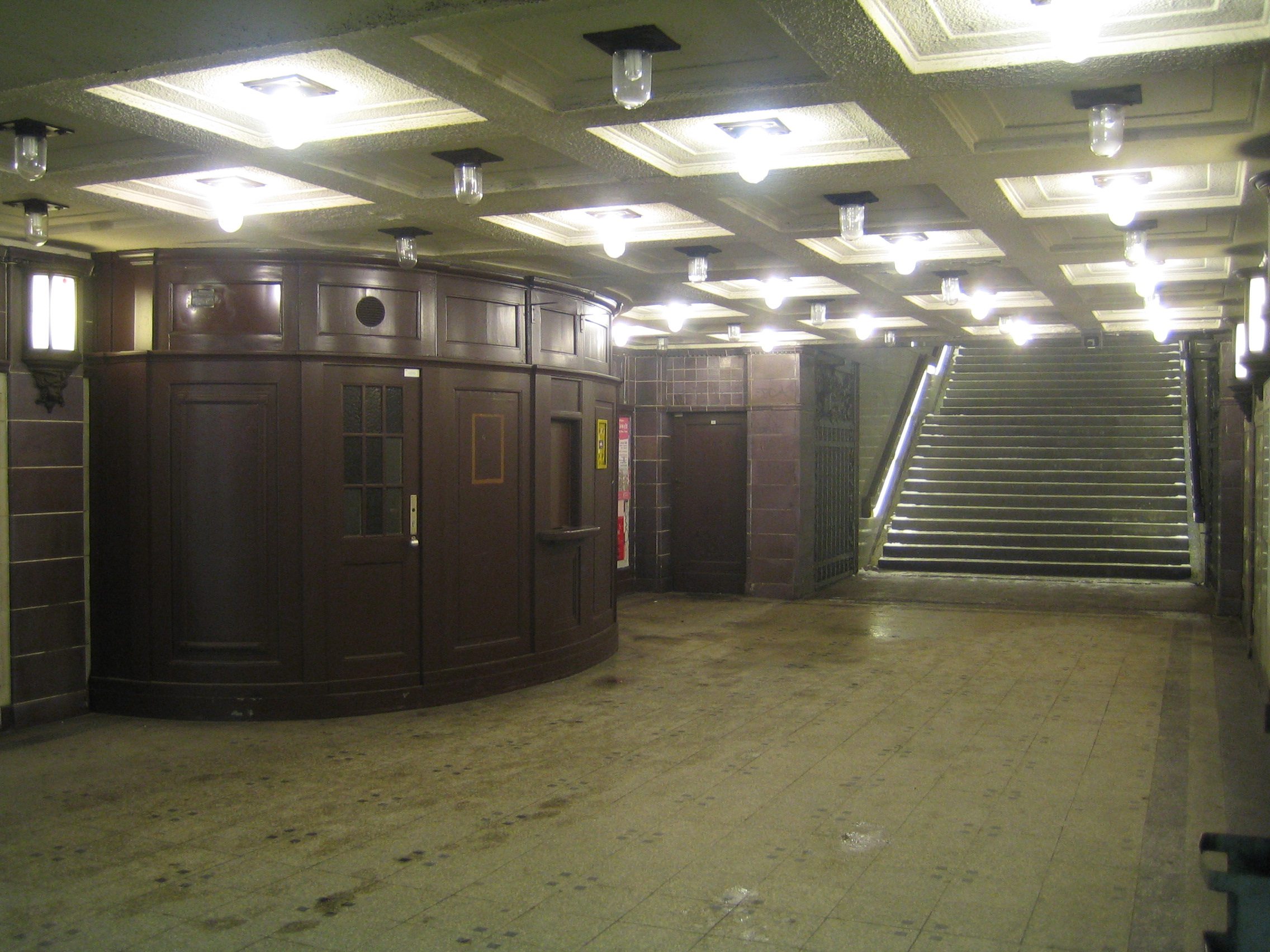
U-Bahnhof Hohenzollernplatz
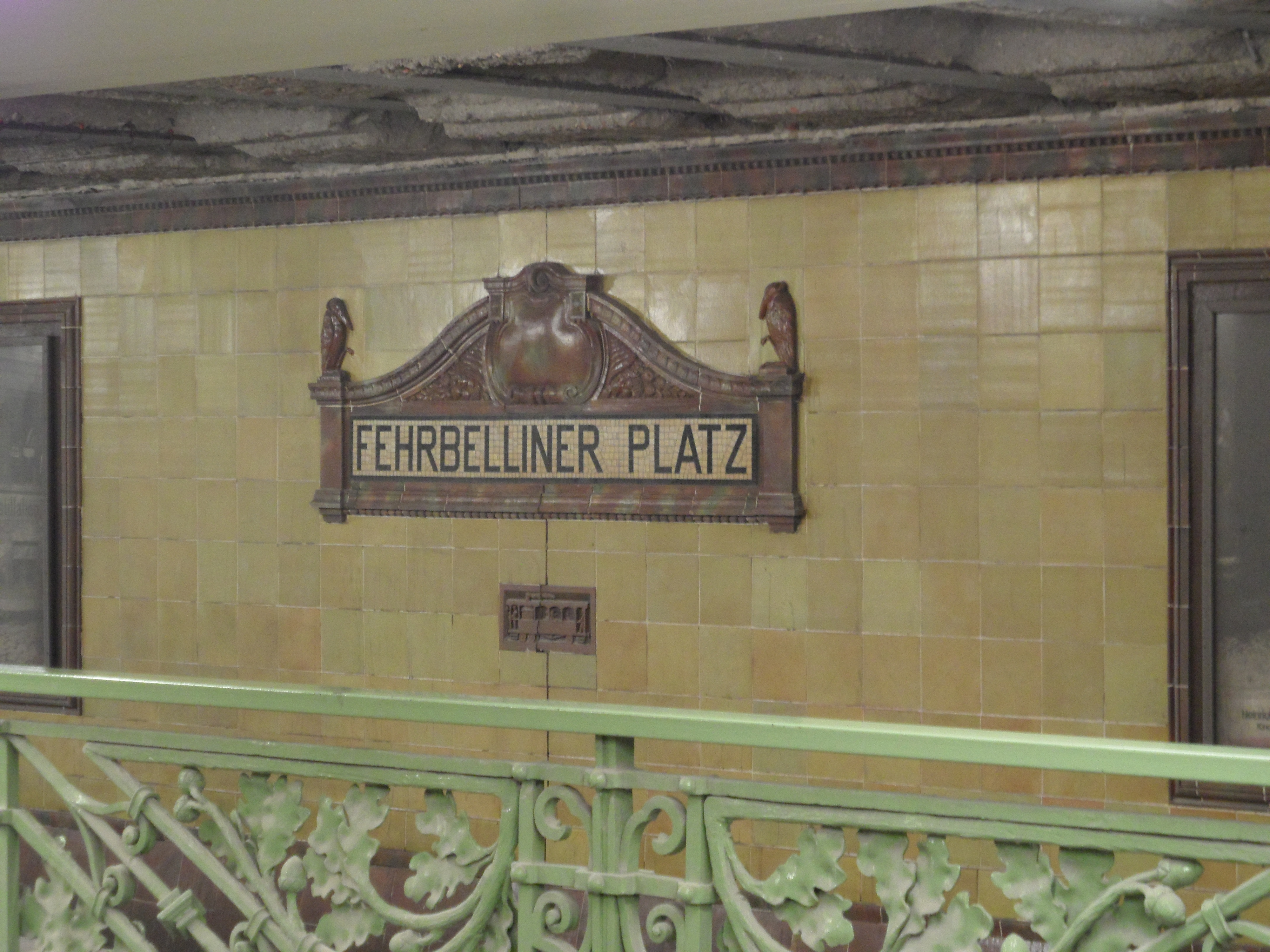
U-Bahnhof Fehrbelliner Platz
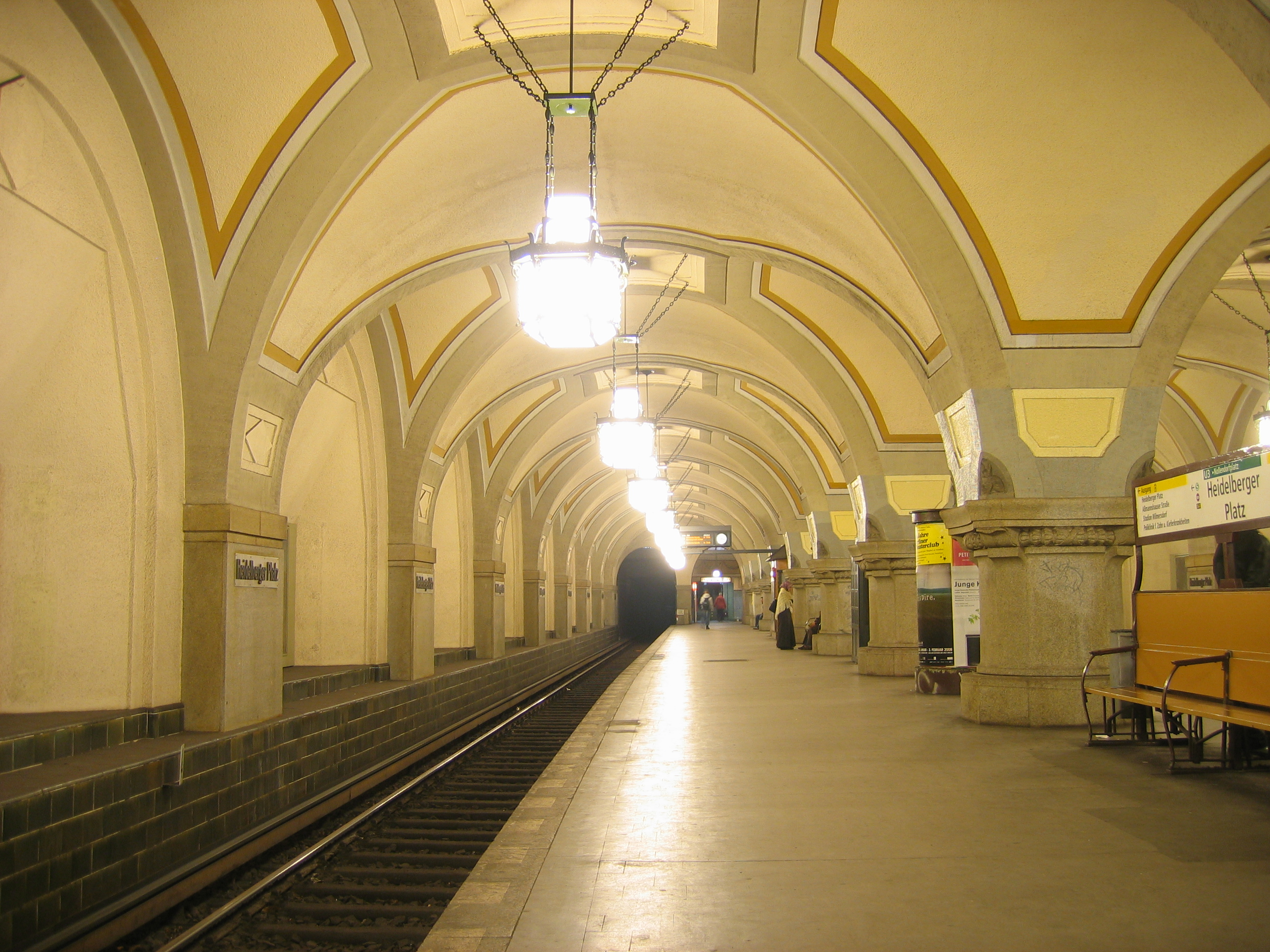
U-Bahnhof Heidelberger Platz
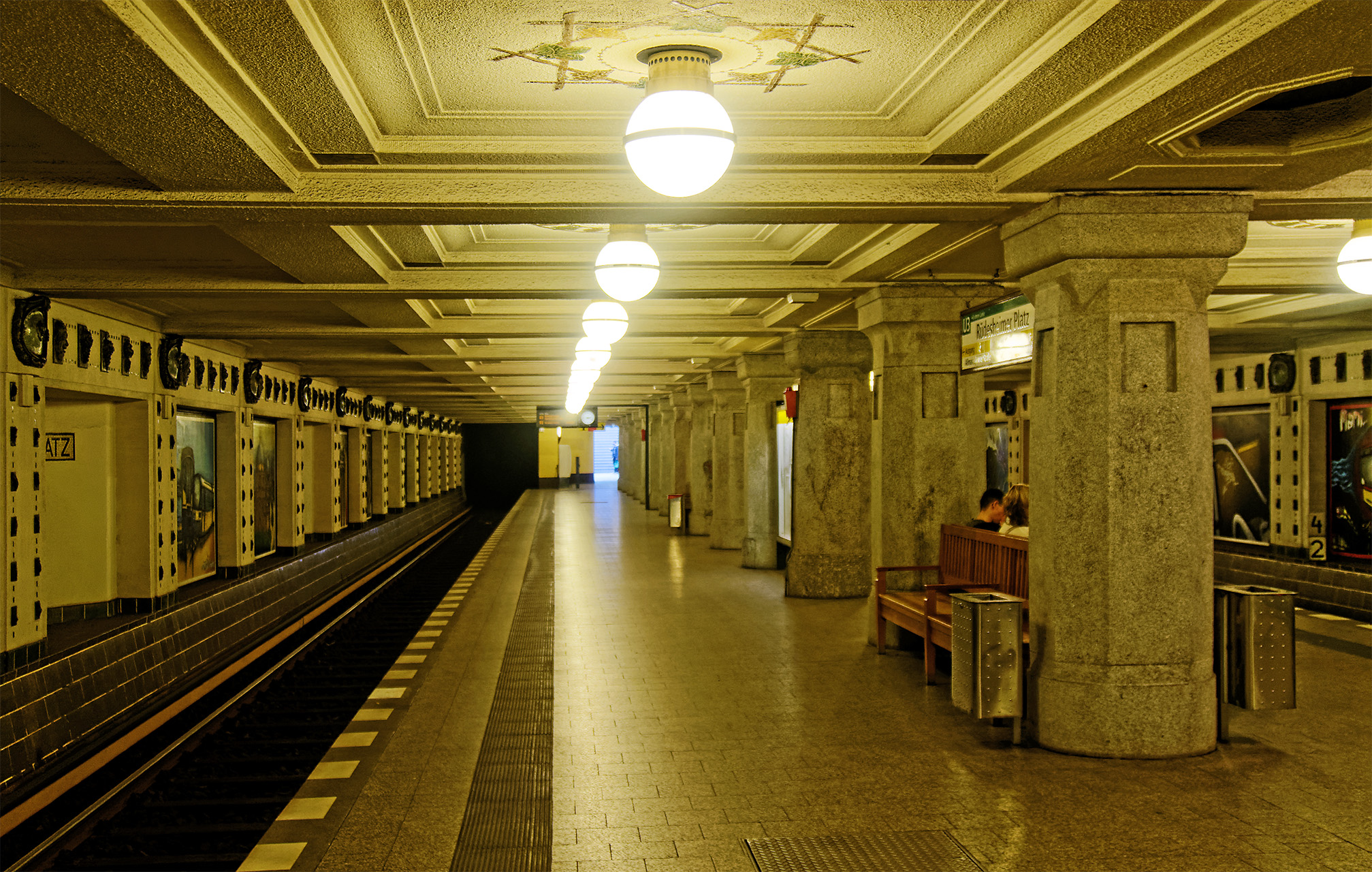
U-Bahnhof Rüdesheimer Platz

Die S-Bahn-Züge der Ringbahnlinien S41, S42 und S46 halten an folgenden Wilmersdorfer Bahnhöfen:
- Hohenzollerndamm
- Heidelberger Platz (ehemals: Bahnhof Berlin-Schmargendorf)
- Bundesplatz (bis 1993 hieß der Bahnhof Berlin-Wilmersdorf, davor bis 1938 Berlin-Wilmersdorf-Friedenau)

Der an der Ortsteilgrenze zu Friedenau zwischen den S-Bahnhöfen Innsbrucker Platz und Bundesplatz gelegene Güterbahnhof Berlin-Wilmersdorf wurde in den 1970er Jahren aufgegeben.

### Individualverkehr
Eine verkehrsreiche Verbindung durch Wilmersdorf ist das Teilstück der Stadtautobahn A 100, das zwischen den Anschlussstellen Schmargendorf (vormals: Autobahnkreuz Wilmersdorf) und Innsbrucker Platz verläuft. An der Anschlussstelle Schmargendorf führt die ehemalige A 104 in Richtung Süden nach Steglitz. Sie ist auf einem Teilstück ein Zubringer der A 100 und an der Schlangenbader Straße mit Wohnhäusern überbaut. Weitere wichtige Verkehrsadern in Wilmersdorf sind
- Bundesallee
- Hohenzollerndamm
- Südwestkorso
- Wiesbadener Straße
- Mecklenburgische Straße

## Bildung

### Höhere Bildungseinrichtungen
- Universität der Künste (Fakultät für Musik)
- Lateinamerika-Institut der Freien Universität Berlin
- Leibniz-Zentrum für Literatur- und Kulturforschung
- Max-Planck-Institut für Bildungsforschung
- Philipp-Pfaff-Institut, Fortbildungseinrichtung der Zahnärztekammer Berlin und Landeszahnärztekammer Brandenburg im Haus der Zahnklinik Süd der Charité
- IBZ Berlin (Internationales Begegnungszentrum der Wissenschaft)

### Schulen

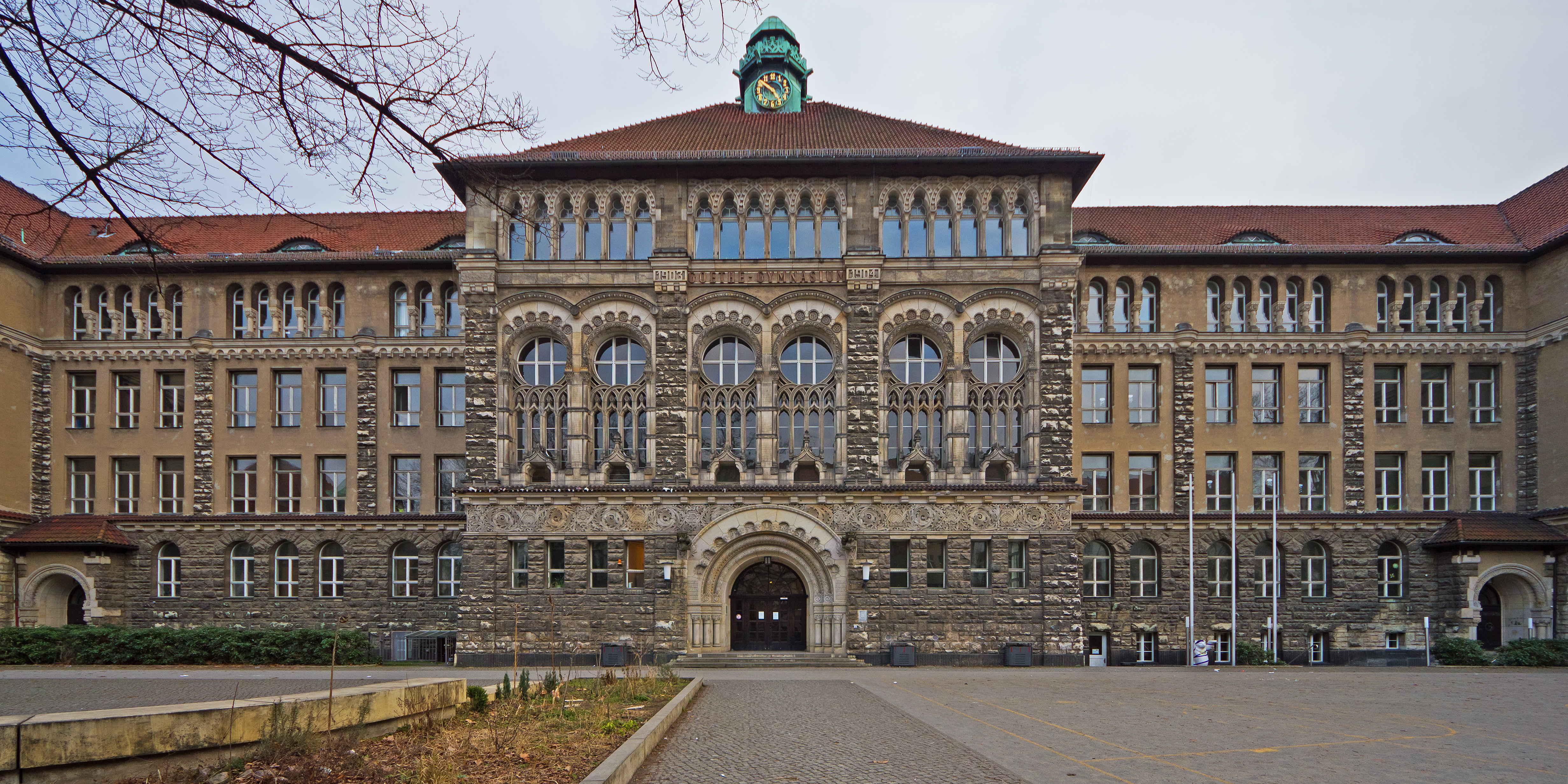
Goethe-Gymnasium

- Annie Heuser Schule (Waldorfschule), Eisenzahnstraße 37
- Birger-Forell-Grundschule, Koblenzer Straße 22–24
- Cecilien-Grundschule, Nikolsburger Platz 5
- Comenius-Schule (Grundschule und Schule für Schwerpunkt Autismus und Förderbedarf Lernen), Gieselerstraße 4
- Ernst-Habermann-Grundschule, Babelsberger Straße 24/25
- Finkenkrug-Schule (Schule für geistig Behinderte), Mannheimer Straße 21/22
- Freudberg Gemeinschaftsschule (Montessorischule), Bundesallee 35
- Friedrich-Ebert-Oberschule (Gymnasium), Blissestraße 22
- Goethe-Gymnasium, Gasteiner Straße 23
- Grundschule am Rüdesheimer Platz, Rüdesheimer Straße 24–30
- Johann-Peter-Hebel-Grundschule, Emser Straße 50
- Johannes-Schule Berlin (Waldorfschule), Bundesallee 38
- Katharina-Heinroth-Grundschule, Münstersche Straße 15–17
- Katholische Schule Sankt Ludwig (Grundschule), Düsseldorfer Straße 13
- Kläre-Bloch-Schule (Berufsoberschule), Prinzregentenstraße 60
- Marie-Curie-Oberschule (Gymnasium), Weimarische Straße 21
- Nelson-Mandela-Schule (bilinguale Schule mit Primar-, Sekundar- und gymnasialer Oberstufe), Pfalzburger Straße 23 und 30
- Otto-von-Guericke-Oberschule (Realschule), Eisenzahnstraße 47/48
- Peter-A.-Silbermann-Schule (Abendgymnasium), Blissestraße 22
- Robert-Jungk-Oberschule (Gesamtschule), Sächsische Straße 58
- Rudolf-Diesel-Oberschule (Hauptschule), Prinzregentenstraße 33/34
- Schwedische Schule in Berlin (Svenska skolan i Berlin), Landhausstraße 26–28
- Leopold-Ullstein-Schule (ehemaliges OSZ Wirtschaft), Prinzregentenstraße 32

## Persönlichkeiten

### Söhne und Töchter des Ortsteils
- Matthäus Host (1509–1587), Gräzist
- Christian Blisse (1823–1905), Bauerngutsbesitzer
- Friedrich Freksa (1882–1955), Schriftsteller
- Gerhard Goldschlag (1889–1944), Dirigent und Komponist, Opfer des Holocaust
- Alfred Lichtenstein (1889–1914), Schriftsteller
- Elisabet von Harnack (1892–1976), Pionierin der sozialen Arbeit
- Axel von Harnack (1895–1974), Bibliothekar
- Dörte Helm (1898–1941), Malerin und Grafikerin
- Werner Hirsch (1899–1941), Journalist
- Oda Schaefer (1900–1988), Schriftstellerin und Journalistin
- Hans Jüngst (1901–1944), Geologe und Hochschuldozent
- Gerhard Krüger (1902–1972), Philosoph und Kulturwissenschaftler
- Richard Mönnig (1903–1980), Publizist
- Annedore Leber (1904–1968), Politikerin (SPD)
- Ruth Wilhelmi (1904–1977), Theaterfotografin
- Klaus Günther (1907–1975), Zoologe
- Norbert Hering (1907–1991), Jurist, Politiker und preußischer Landrat
- Bernhard Wensch (1908–1942), römisch-katholischer Priester, Opfer des Nationalsozialismus
- Eberhard von der Heyden (1909–1941), Kameramann
- Rudolf Koch (1909–1963), Rechtsmediziner
- Ruthild Hahne (1910–2001), Bildhauerin
- Karl Heinrich Maertin (1910–1958), Maler
- Ulrich Stille (1910–1976), Physiker
- Konrad Zuse (1910–1995), Informatiker
- Elmar Bruneß (1911–1996), Jurist und Bundeswehrdisziplinaranwalt
- Gertrud Januszewski (1911–2001), Bildhauerin und Scherenschnittkünstlerin
- Charlotte Voss (1911–1999), Malerin
- Klaus Groebe (1912–2001), Jurist und Politiker (SPD)
- Gerhard Danelius (1913–1978), Politiker (SEW)
- Werner Stein (1913–1993), Politiker (SPD)
- Dietgard Meyer (* 1922), evangelische Theologin
- Nikolaus Plump (1923–1980), Grafiker und Illustrator
- Dagmar Altrichter (1924–2010), Schauspielerin und Synchronsprecherin
- Ingrid Lutz (1924–2021), Schauspielerin
- Hans-Joachim Schulz (1932–2023), katholischer Priester, Liturgiewissenschaftler und Ostkirchenkundler
- Johannes Kleineidam (1935–1981), Theologe und Weihbischof
- Ingrid Griebel-Zietlow (1936–1999), Malerin und Grafikerin
- Tilman Fichter (1937–2025), Politikwissenschaftler
- Peter Neuber (1937–2013), Politiker (SPD)
- Anke Schäfer (1938–2013), Verlegerin
- Ellinor Michel (1939–2007), Grafikerin und Malerin
- Konrad R. Müller (1940–2023), Porträtfotograf
- Dirk Schwalm (1940–2016), Physiker und Hochschullehrer
- Reinhard Mey (* 1942), Musiker
- Sylvia von Stieglitz (* 1955), Politikerin (FDP)
- Dagmar König (* 1955), Gewerkschafterin und Politikerin (CDU)
- Thomas Schildhauer (* 1959), Wirtschaftswissenschaftler
- Christian Thielemann (* 1959), Chefdirigent der Sächsischen Staatskapelle Dresden
- Wolfgang Bahro (* 1960), Schauspieler
- Bob Schneider (* 1962), Travestiekünstler
- Gunnar Schupelius (* 1963), Journalist
- Bernd Siebert (* 1964), Mathematiker
- Klaus-Dieter Gröhler (* 1966), Politiker (CDU)
- Nicole Ludwig (* 1971), Politikerin (Bündnis 90/Die Grünen)
- Alexander Gallus (* 1972), Historiker und Politikwissenschaftler
- Arne Herz (* 1978), Politiker (CDU)
- Lars Düsterhöft (* 1981), Politiker (SPD)

### Mit Wilmersdorf verbundene Persönlichkeiten

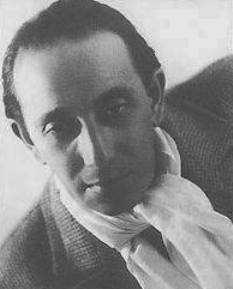
Paul Abraham

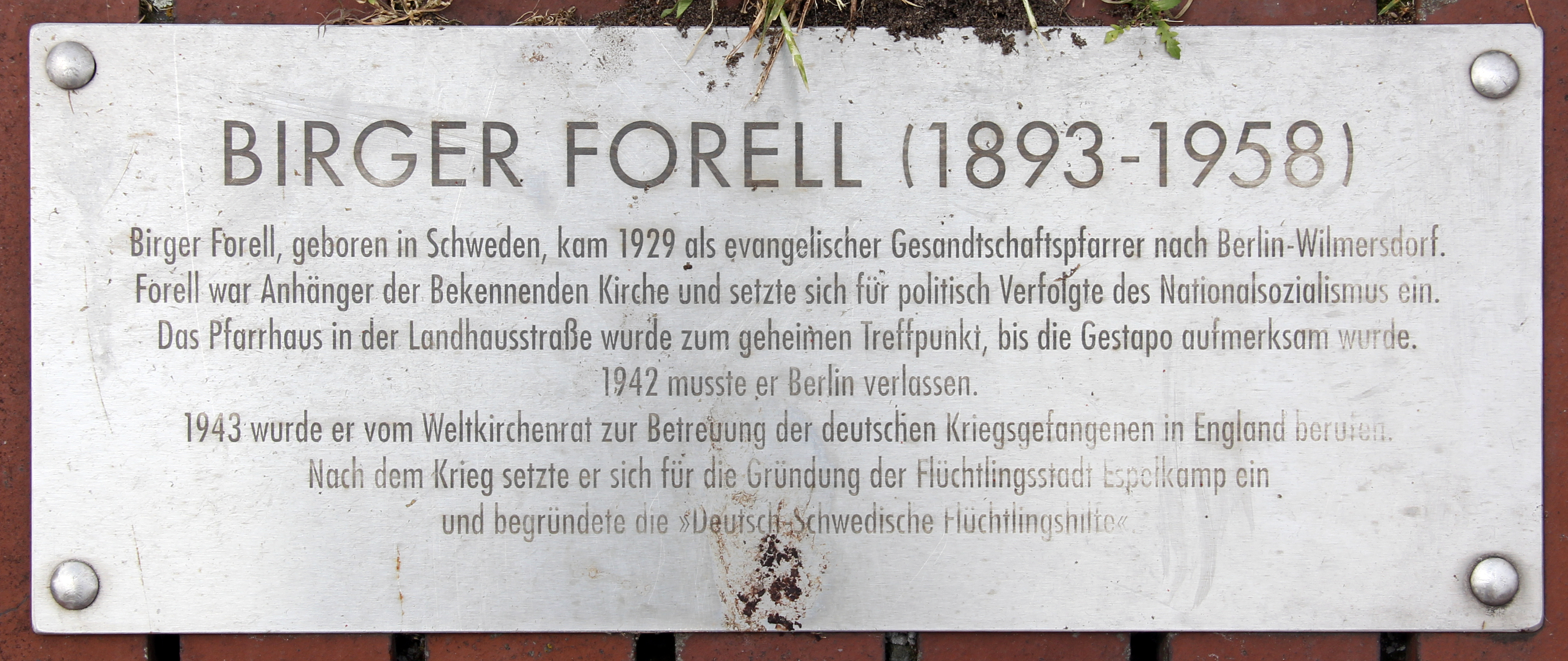
Gedenktafel am Birger-Forell-Platz

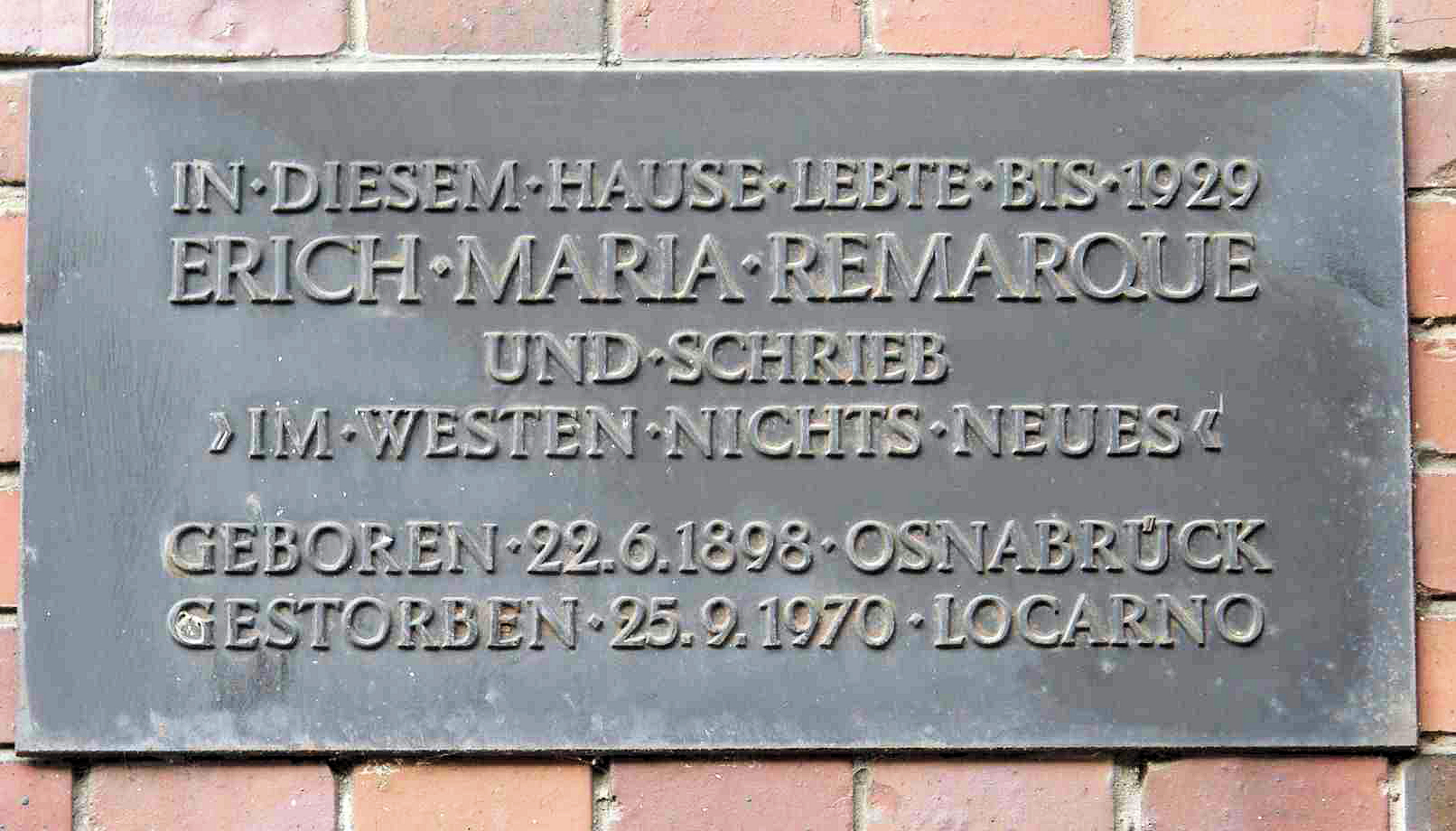
Gedenktafel für Erich Maria Remarque in der Wittelsbacher Straße 5

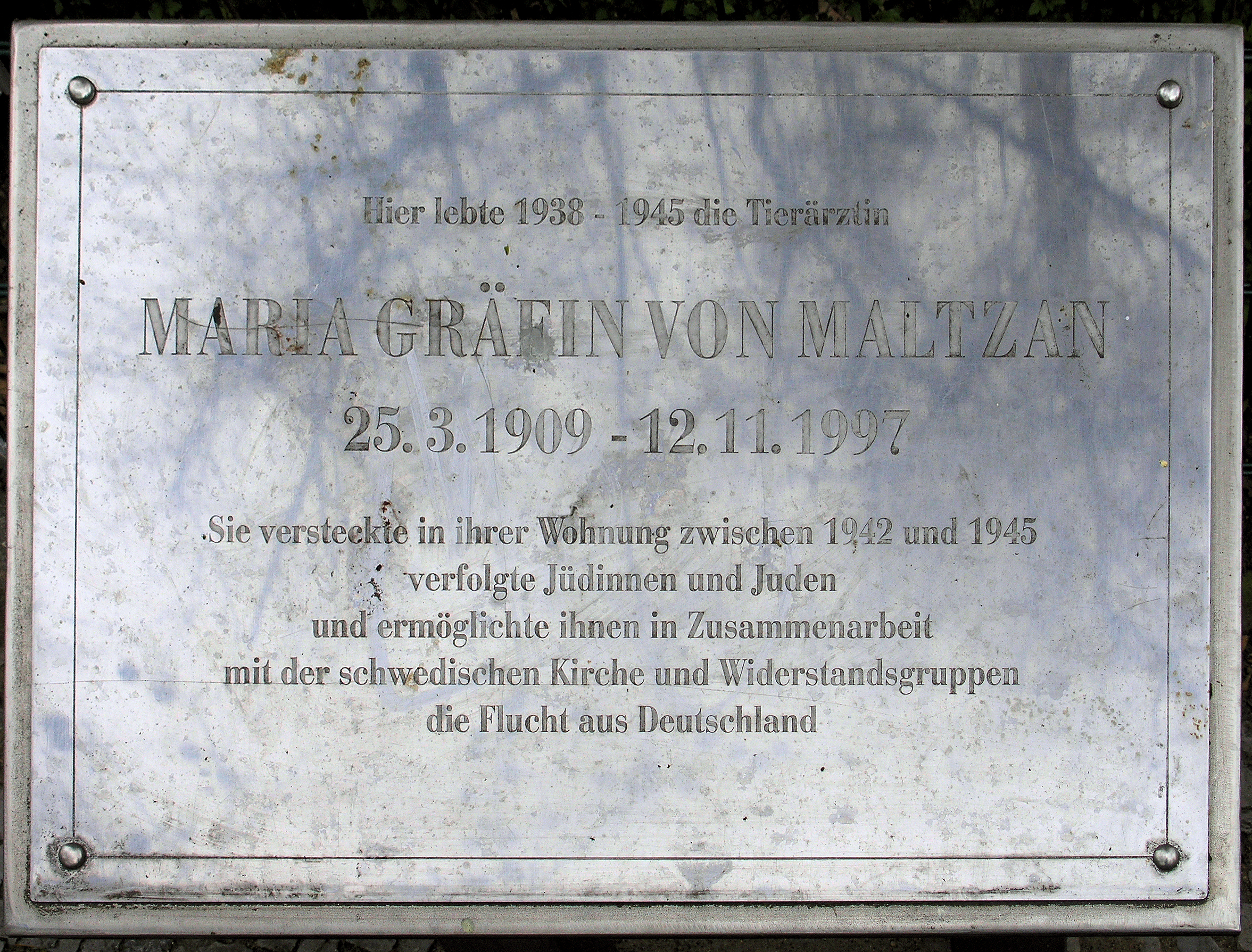
Gedenktafel für Maria Gräfin von Maltzan in der Detmolder Straße 11

- Ernst Ewald (1836–1904), Maler und Kunstpädagoge, lebte viele Jahre in Wilmersdorf, wo er auch starb.
- Hermann von Graberg (1842–1926), preußischer General der Infanterie, lebte in der Schaperstraße 21
- Therese Rothauser (1865–1943), Opernsängerin und Opfer der Shoah, wohnte in der Konstanzer Straße 11
- Heinrich Mann (1871–1950), Schriftsteller, lebte 1932 bis 1933 in der Fasanenstraße 61
- Asta Nielsen (1881–1972), dänische Schauspielerin, wohnte 1927 bis 1932  in der Kaiserallee (heute: Bundesallee) 202
- Hildegard Böhme (1884–1943), Lehrerin und Provinzialfürsorgerin, Opfer des Holocaust, lebte in Wilmersdorf
- Cora Berliner (1890–1942), Wirtschafts- und Sozialwissenschaftlerin, Opfer des Holocaust, lebte in Wilmersdorf
- Paul Abraham (1892–1960), Komponist, lebte 1930–1933 in der Fasanenstraße 33
- Augustin Souchy (1892–1984), Anarchist und Antimilitarist, wohnte in der Augustastraße 62, gewährte hier dem spanischen Anarchisten Buenaventura Durruti mehrere Wochen lang Unterschlupf[20]
- Birger Forell (1893–1958), schwedischer Theologe, von 1929 bis 1942 Pfarrer der schwedischen Gemeinde in Berlin
- Elisabeth Pungs (1896–1945), Widerstandskämpferin gegen den Nationalsozialismus, lebte ab 1936 in der Wiesbadener Straße 45
- Walter Küchenmeister (1897–1943), Redakteur und Schriftsteller, Widerstandskämpfer der Roten Kapelle, wohnte in der Sächsischen Straße 63a
- Bertolt Brecht (1898–1956), Dichter und Dramatiker, wohnte gemeinsam mit Helene Weigel von 1929 bis zur Emigration in die USA 1933 in der Spichernstraße 16, hier entstand unter anderem der Text für seine Dreigroschenoper
- Erich Maria Remarque (1898–1970), Schriftsteller, lebte bis 1929 in der Wittelsbacher Straße 5, dort entstand unter anderem sein Roman Im Westen nichts Neues[21]
- Walter Caro (1899–1944), Widerstandskämpfer gegen den Nationalsozialismus, lebte in der Trautenaustraße 8
- Erich Kästner (1899–1974), Schriftsteller und Publizist, wohnte 1927–1931 in der Prager Straße, dort entstand u. a. der Jugendroman Emil und die Detektive
- Margo Lion (1899–1989), Schauspielerin und Diseuse, wohnte 1931–1933 am Rüdesheimer Platz 10
- Ernst Busch (1900–1980), Schauspieler, lebte 1929 bis zur Emigration 1933 in der Künstlerkolonie
- Marlene Dietrich (1901–1992), Filmschauspielerin und Chansonsängerin, lebte 1914–1917 mit ihrer Mutter in der Kaiserallee 219/220 (heute: Bundesallee 220). Nach der Heirat mit Rudolf Sieber 1923 bezog das Paar eine Wohnung in der Kaiserallee 17, nach Geburt der Tochter Maria 1924 eine Wohnung in der Kaiserallee 54 (heute: Bundesallee 54). Die Wohnung blieb bis zur Emigration die gemeinsame Meldeadresse des Ehepaares.[22]
- Alexander Graf Stenbock-Fermor (1902–1972), Schriftsteller und Widerstandskämpfer gegen den Nationalsozialismus, lebte und arbeitete unter dem Pseudonym Peter Lorenz in der Künstlerkolonie
- Brigitte Helm (1906–1996), Schauspielerin, wohnte zeitweise im Barneyweg 5 in der Künstlerkolonie
- Steffie Spira (1908–1995), Schauspielerin, lebte in der Bonner Straße 9
- Maria Gräfin von Maltzan (1909–1997), Tierärztin und Widerstandskämpferin gegen den Nationalsozialismus, versteckte in ihrer Wilmersdorfer Wohnung drei befreundete Juden vor der Gestapo, unterstützte Birger Forell bei der Fluchthilfe für jüdische Mitbürger, richtete im Hof ihres Wohnhauses eine Suppenküche für Zwangsarbeiter ein
- Hildegard Knef (1925–2002), Schauspielerin und Chansonsängerin, lebte in den 1990er Jahren nach ihrer Rückkehr aus den USA nahe dem Prager Platz[23]
- Dirk Cornelsen (1940–2021), Journalist und Publizist, wuchs bei seiner Tante, der Grafikerin Hildegard Cornelsen, und deren Ehemann, dem Schulbuchverleger Frank Cornelsen, in der Laubenheimer Straße 23 auf
- Ski Aggu (* 1997), Rapper, in Wilmersdorf aufgewachsen